# おおさか東線
おおさか東線（おおさかひがしせん）は、大阪府大阪市淀川区の新大阪駅と八尾市の久宝寺駅を結ぶ西日本旅客鉄道（JR西日本）の鉄道路線（幹線）。全ての旅客列車が東海道本線支線（梅田貨物線）の新大阪駅 - 大阪駅間に乗り入れ、運転系統上はそれを含めた大阪駅 - 久宝寺駅間がおおさか東線と案内されている。
路線のうち神崎川信号場 - 久宝寺駅間は片町線の貨物支線（城東貨物線）を改良の上で旅客線化したもので、本項ではその歴史ならびに残存区間である神崎川信号場 - 吹田貨物ターミナル駅間および正覚寺信号場 - 平野駅間についても記述する。

## 概要
吹田市南部から大阪市南東部にかけて東大阪を南北に走り、設置される駅の多くが大阪市中心部から放射状に延びる各鉄道路線と連絡する。
2008年（平成20年）3月15日に放出駅 - 久宝寺駅の南区間が「おおさか東線」として部分開業し、2019年（平成31年）3月16日に残る新大阪駅 - 放出駅の北区間が開業した。2023年（令和5年）3月18日からは全列車が新大阪駅から東海道本線支線（梅田貨物線）を経由して、大阪市北区の大阪駅（地下ホーム）まで乗り入れている。
鴫野駅 - 放出駅間は片町線（学研都市線）との重複区間で、それぞれが複線の線路を有する複々線区間となっている。JR西日本の旅客線の開業はJR東西線以来11年ぶりで、JR西日本のアーバンネットワークの一路線として位置づけられている。ラインカラーには「先進都市をイメージさせる銀色とコーポレートカラー（青）を合わせた色」として、ブルーグレー（■）を選定している。路線記号は F 。
2008年（平成20年）の部分開業時点において正式な起点は放出駅であり、市販の『JR時刻表』などでは放出駅から久宝寺駅へ向かう方を「下り」、逆方向を「上り」と記載しているが、列車番号は放出駅から久宝寺駅へ向かう列車が本来上り列車に付ける偶数、逆方向の列車が下り列車に付ける奇数となっている。
城東貨物線を改良して旅客線化を行うにあたって、第三セクター会社の大阪外環状鉄道が第三種鉄道事業者として路線の建設（改良）と施設の保有を行い、JR西日本が第二種鉄道事業者として旅客営業を行う上下分離方式が採用された。旅客営業開始後も日本貨物鉄道（JR貨物）が第二種鉄道事業者として貨物列車の運行を継続している。
全線が旅客営業規則の定める「電車特定区間」、大都市近郊区間の「大阪近郊区間」、およびIC乗車カード「ICOCA」エリアに含まれており、全線をJR西日本の近畿統括本部が管轄している。

## 路線データ
- 管轄（事業種別）・ 路線距離（営業キロ）：
  - 西日本旅客鉄道（第二種鉄道事業者）・大阪外環状鉄道（第三種鉄道事業者）
    - 新大阪駅 - 久宝寺駅間 20.2 km
      - 国土交通省監修の『鉄道要覧』では上記のように記載されているが、JR西日本の公文書上（有価証券報告書等）では、新大阪駅 - 鴫野駅 9.4 km、放出駅 - 久宝寺駅 9.2 kmの路線として表記され、鴫野駅 - 放出駅間は片町線としてのみ扱われており、総営業キロでも二重計上していない[15][注 2]。

  - 日本貨物鉄道（第二種鉄道事業者）
    - 神崎川信号場 - 正覚寺信号場間 15.4 km
      - JR西日本とは対照的に、『鉄道要覧』においても鴫野駅 - 放出駅間はおおさか東線としてのみ扱われている。
- 軌間：1,067 mm
- 駅数：14（起終点駅含む）
  - おおさか東線所属駅に限定した場合、東海道本線所属の新大阪駅と片町線所属の鴫野駅と放出駅、関西本線所属の久宝寺駅が除外され[16]、10駅になる[17]。
- 複線区間：全線
- 電化区間：全線（直流1,500 V）
- 閉塞方式：複線自動閉塞式
- 保安装置：ATS-P（全線P）[1][注 3]
- 運転指令所：近畿総合指令所
- 運行管理システム：
  - 新大阪駅（構内を除く） - 放出駅：JR宝塚・JR東西・学研都市線運行管理システム
  - 放出駅（構内を除く） - 久宝寺駅：大阪環状・大和路線運行管理システム
- 最高速度：120 km/h[2]
- IC乗車カード対応区間：
  - ICOCAエリア：全線（全線PiTaPaポストペイサービス対象区間）
- 2020年度の混雑率：94%（久宝寺駅→放出駅 7:35-8:35[18]）

## 沿線概況

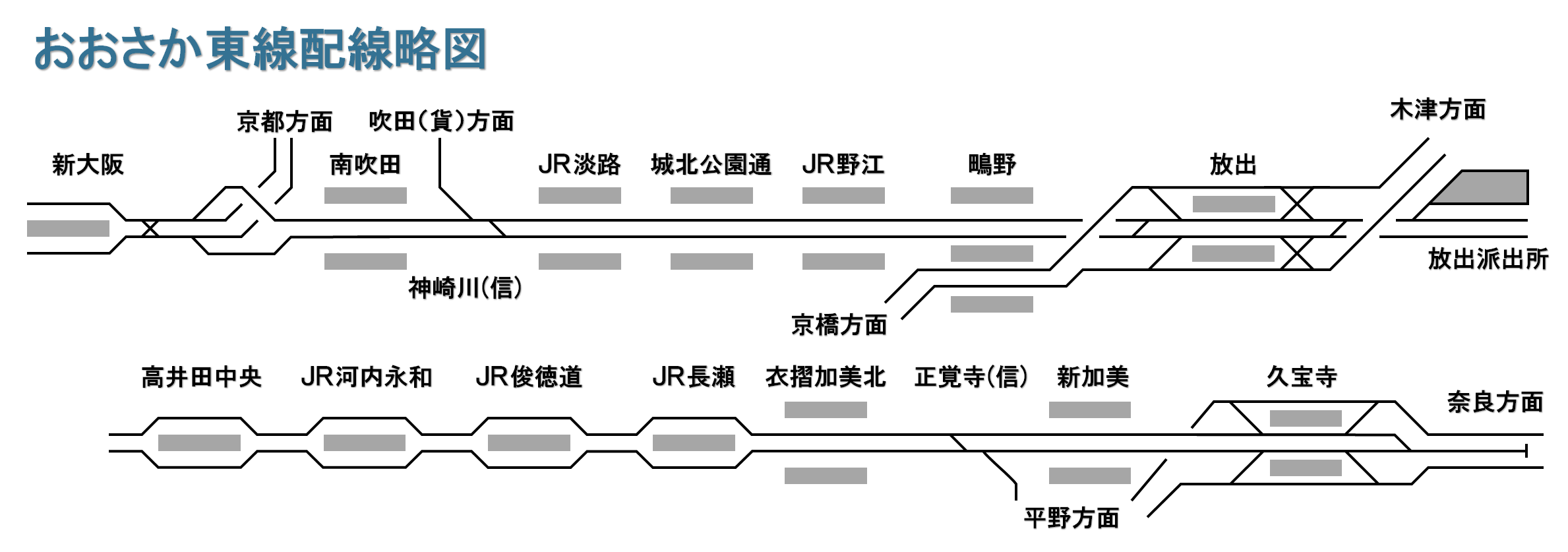
おおさか東線配線図

### 新大阪駅 - 放出駅間
2019年（平成31年）3月時点の起点駅である新大阪駅から記述する。新大阪駅を出発すると、神崎川を渡るまでは梅田貨物線と線路を共用する区間で、右側で東海道本線旅客線（JR京都線）、左側で北方貨物線と並走する。この間に東海道本線旅客線には東淀川駅が設置されているが、おおさか東線にはホームが設置されていない。神崎川を渡ると梅田貨物線との線路共用区間が終わり、東海道本線から分岐し、東海道本線旅客線を跨ぎながら右に大きくカーブして南吹田駅に着く。神崎川の右岸を走るこの区間のみ吹田市内である。再び神崎川を渡ると大阪市東淀川区に入り、吹田貨物ターミナル駅を終点とする城東貨物線（片町線貨物支線（城東貨物北連絡線））と神崎川信号場にて合流する。東海道新幹線をくぐり、阪急千里線・阪急京都本線を続けて越えるとJR淡路駅に到着する。
淀川橋梁（通称：赤川鉄橋）で淀川を渡ると都島区へ入る。淀川橋梁は、複線用の橋梁として架橋されていたものの城東貨物線が単線であったため、未使用部分を大阪市が借り受けて仮設の歩道（赤川仮橋）を設け鉄道道路併用橋として利用していたが、旅客線化のための複線化工事に伴いこの仮設の歩道は2013年（平成25年）10月31日をもって閉鎖された。
ここからしばらくは都島区と旭区との区境に位置しており、続く城北公園通駅は旭区にある。同駅は単線であった城東貨物線の行き違いのために設置された都島信号場（1943年〈昭和18年〉10月1日に開設、1984年〈昭和59年〉10月1日廃止）があった場所に位置する。また、駅名の由来となった城北公園通とは駅の北側で交差している。阪神高速12号守口線をくぐり、Osaka Metro谷町線と交差すると城東区に入りJR野江駅に到着する。京阪本線を越えると、巽信号場跡である。これは淀川貨物線が分岐していた信号場で、吹田駅および鴫野駅の両方から淀川貨物線に入線できるデルタ式になっていた。信号場の中央部で国道1号（京阪国道）およびその地下を走るOsaka Metro長堀鶴見緑地線を越える。右手から現れた片町線（学研都市線）と並走すると、寝屋川を渡り、鴫野駅、鶴見区の放出駅の順に到着する。鴫野駅 - 放出駅間はおおさか東線・片町線それぞれの複線が並行する複々線になっており、この区間で片町線の木津方面行き上り線がおおさか東線を乗り越えて、片町線の上下線の内側におおさか東線が入る。
放出駅は2面4線の島式ホームで、おおさか東線の列車は内側の2・3番のりばを使用している。久宝寺方面行きは片町線木津方面行きと、新大阪方面行きは片町線京橋方面行きとそれぞれ対面乗り換えが可能となっている。

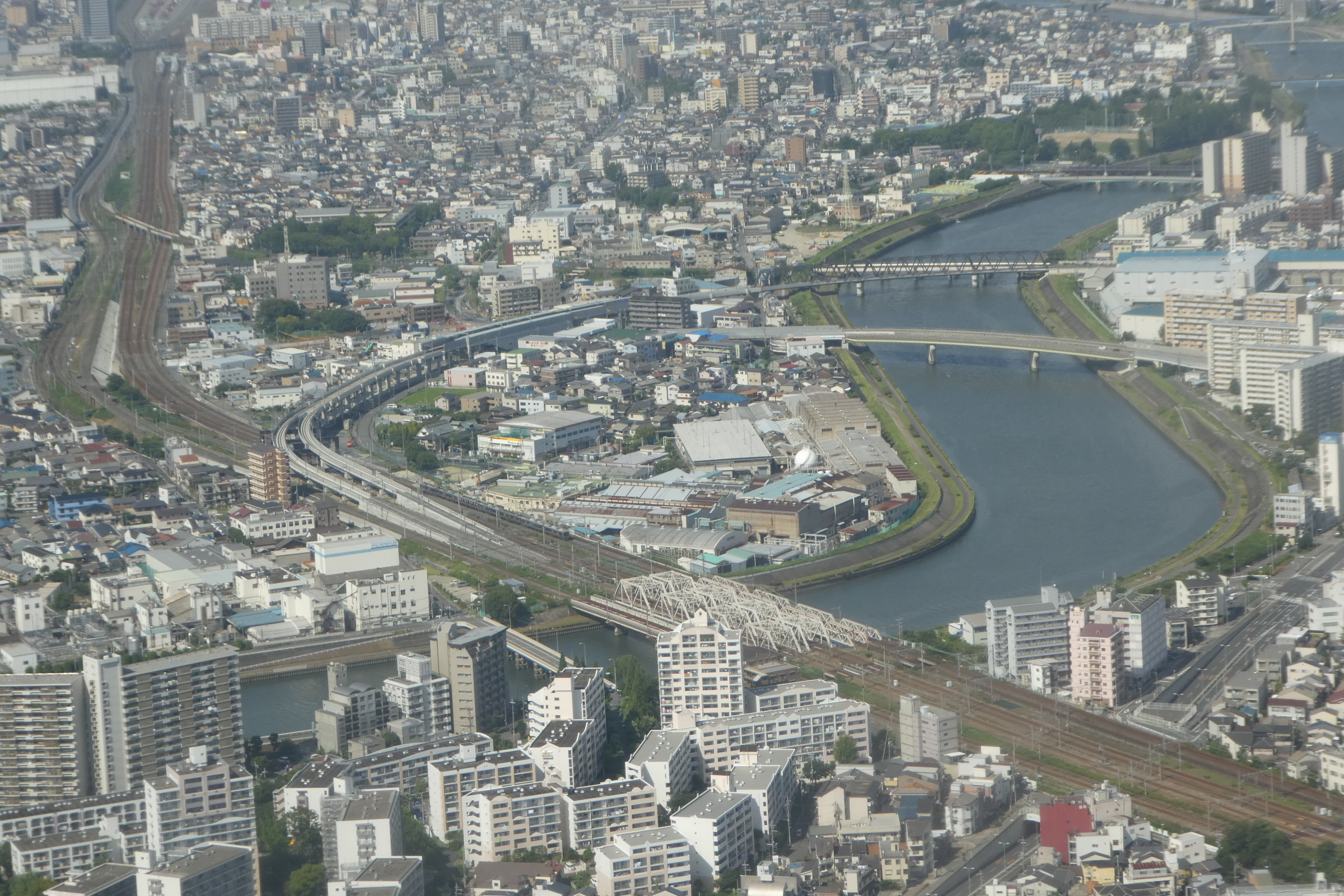
梅田貨物線との線路共用区間、東海道本線との分岐部、南吹田駅、神崎川橋梁
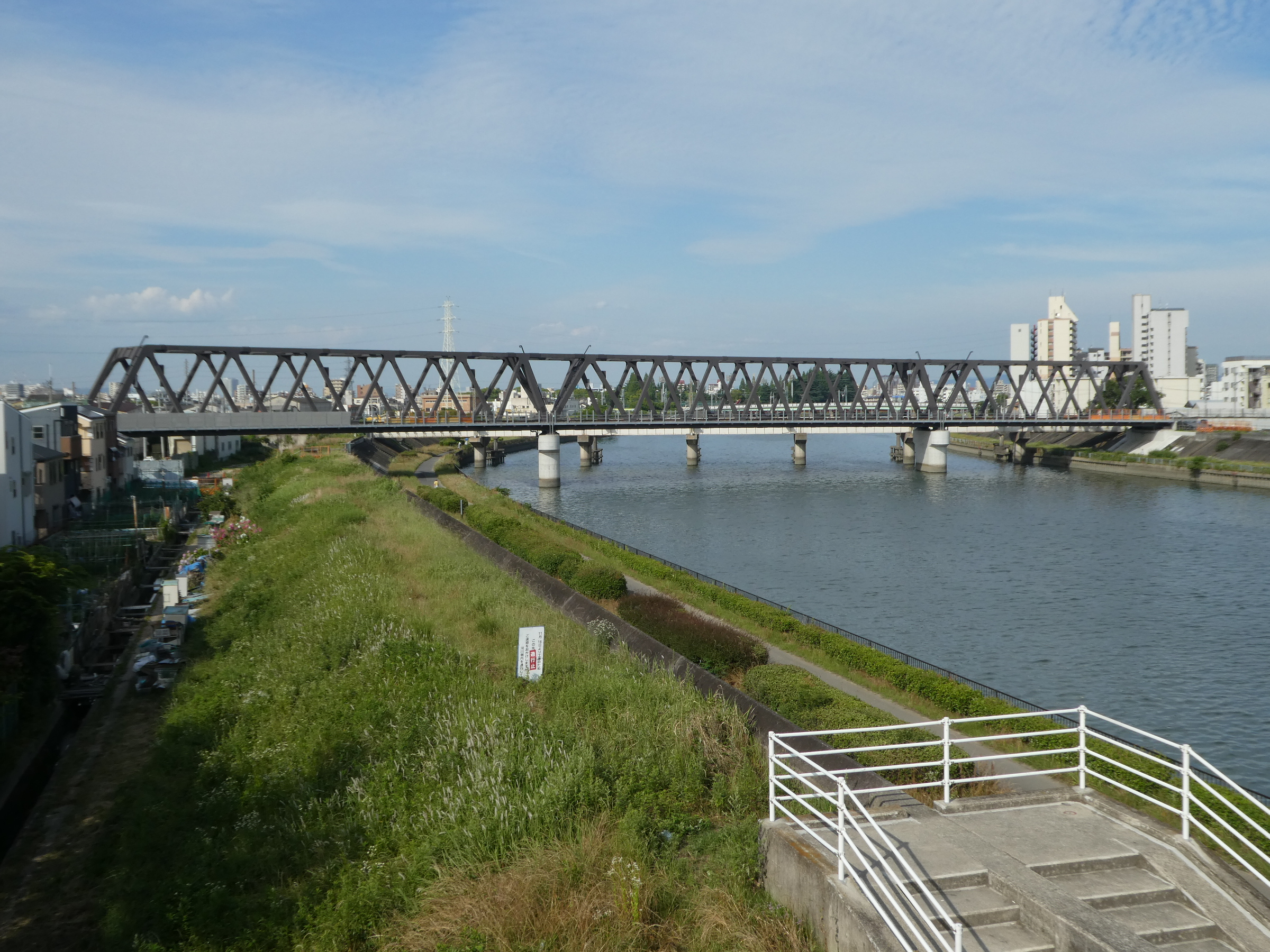
南吹田駅 - 神崎川信号場間の新線建設区間に架橋された神崎川橋梁（全長171 m、カーブ半径280 m）
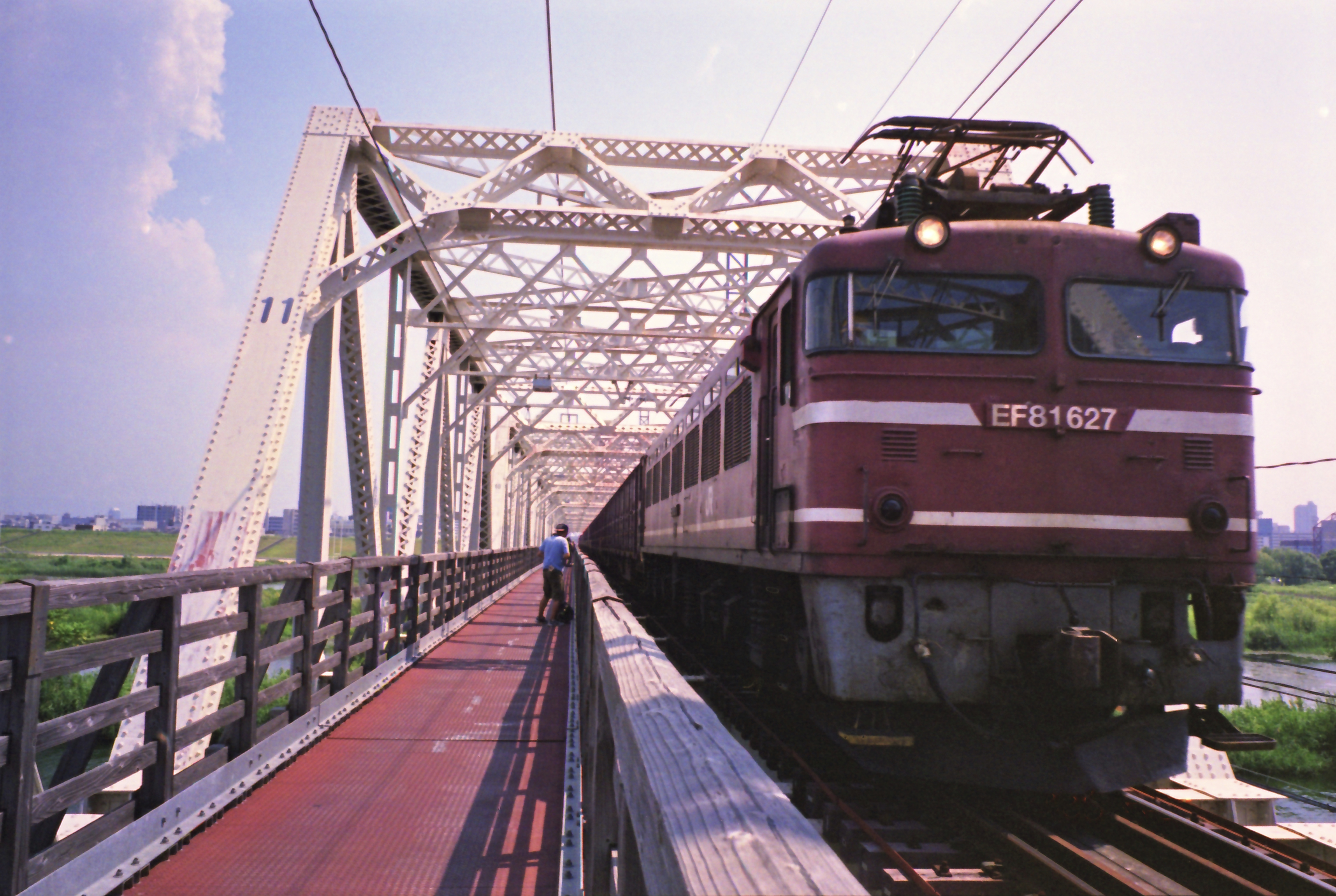
淀川橋梁に併設された赤川仮橋では2013年10月31日に閉鎖されるまでの間、貨物列車を間近に見ることができた。
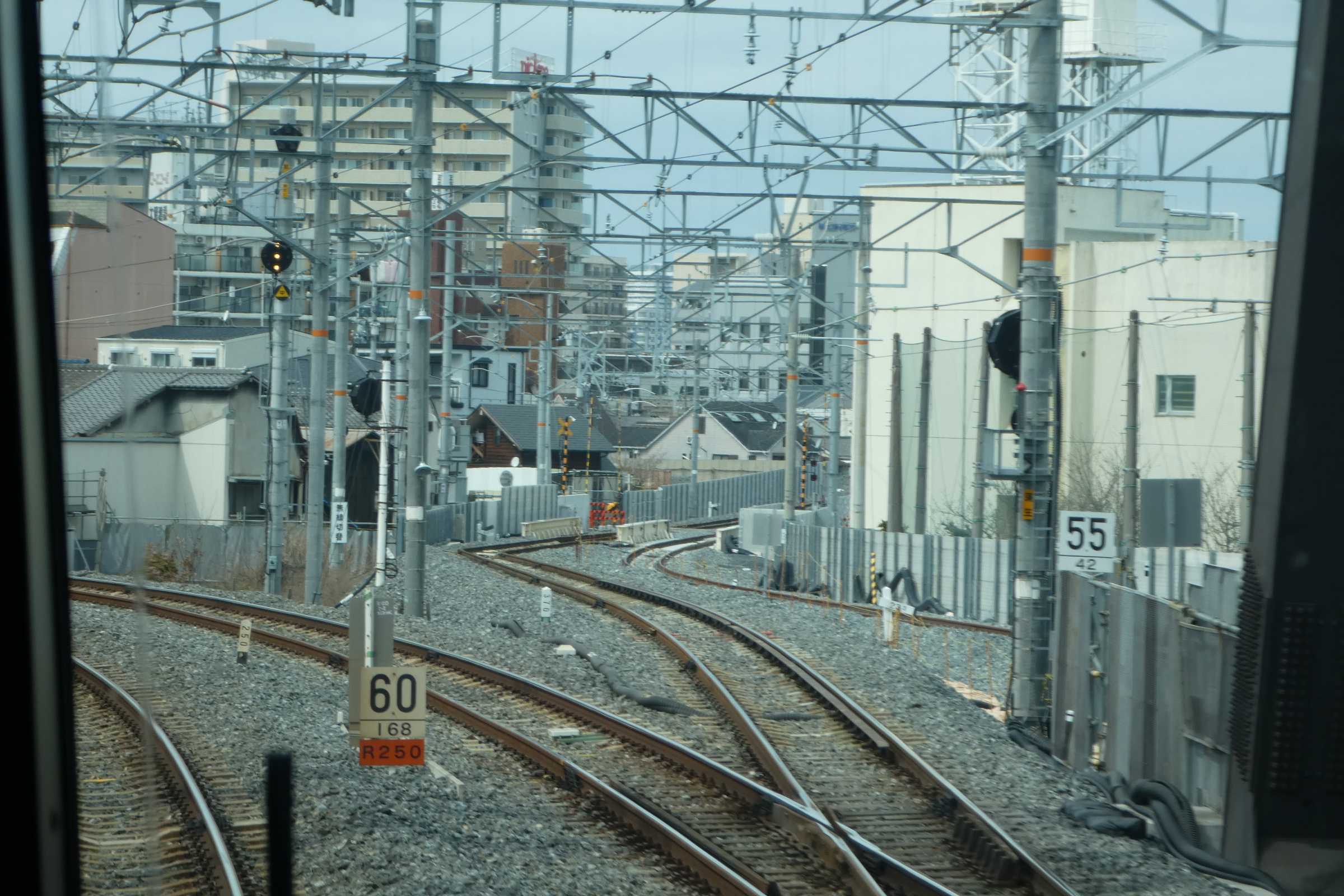
鴫野駅で片町線（学研都市線）から単線で分岐する城東貨物線（2018年3月）

### 放出駅 - 久宝寺駅間
2008年（平成20年）に部分開業した放出駅 - 久宝寺駅間は、中小企業が密集する東大阪市の西部を縦断しており、沿線には工場が多数集まっている。
放出駅を発車した列車は、片町線と少し並走した後、右への急カーブを経て南下を始める。片町線の京橋方面行き下り線はおおさか東線を越えるために高架橋になっており、この高架橋をくぐって第二寝屋川を渡ると、大阪市から東大阪市に入り、すぐに網干総合車両所明石支所放出派出所への線路が分岐している。放出派出所への線路は下り線にしかつながっておらず、出区列車はおおさか東線を逆走して放出駅まで運転する。
踏切を越えると高架になり、高井田中央駅に到着する。高井田中央駅は国道308号（中央大通）および阪神高速13号東大阪線と交差しており、Osaka Metro中央線高井田駅との接続駅でもある。関西本線（大和路線）にも高井田駅があるため区別する必要があることから「中央」を付けているが、これは中央大通から取られたものである。高井田中央駅付近からは府道702号と交差することから、おおさか東線として開業する前から盛り土などで高架化されており、既存の線路に高架橋を併設して複線化している。
近鉄奈良線河内永和駅との接続駅であるJR河内永和駅は、かつて東大阪市の前身の布施市役所があり官庁街であったため、今でも駅周辺には図書館や年金事務所などの公共施設が多い。次のJR俊徳道駅は近鉄大阪線俊徳道駅との接続駅である。JR河内永和駅とJR俊徳道駅はわずか620 mしか離れておらず、これはJR西日本管内で3番目に短い駅間距離である。なお両駅とも所在地は永和1丁目となっている。
近鉄大阪線をくぐった先から、もともと地上線であった線路を連続立体交差化した区間になり、蛇草信号場の跡地に建設されたJR長瀬駅に着く。JR長瀬駅から正覚寺信号場までの2 kmは直線となっており、その途中には2018年（平成30年）3月17日に開業した衣摺加美北駅がある。同駅を出ると再び大阪市に入り、正覚寺信号場で平野駅に至る片町線貨物支線（城東貨物南連絡線）が分岐して右にカーブしているが、おおさか東線は左にカーブして新加美駅に着く。新加美駅のホームはカーブ上に設けられている。新加美駅を出ると高架を降り始め、関西本線（大和路線）が両側から挟み込むようにして八尾市に入り、近畿自動車道・大阪中央環状線をくぐり、2面4線の久宝寺駅に至る。久宝寺駅でも放出駅と同様、内側の2線を使用しており、2番のりばに到着後、王寺駅方の引き上げ線で折り返し、放出または新大阪行きとして3番のりばに到着する。

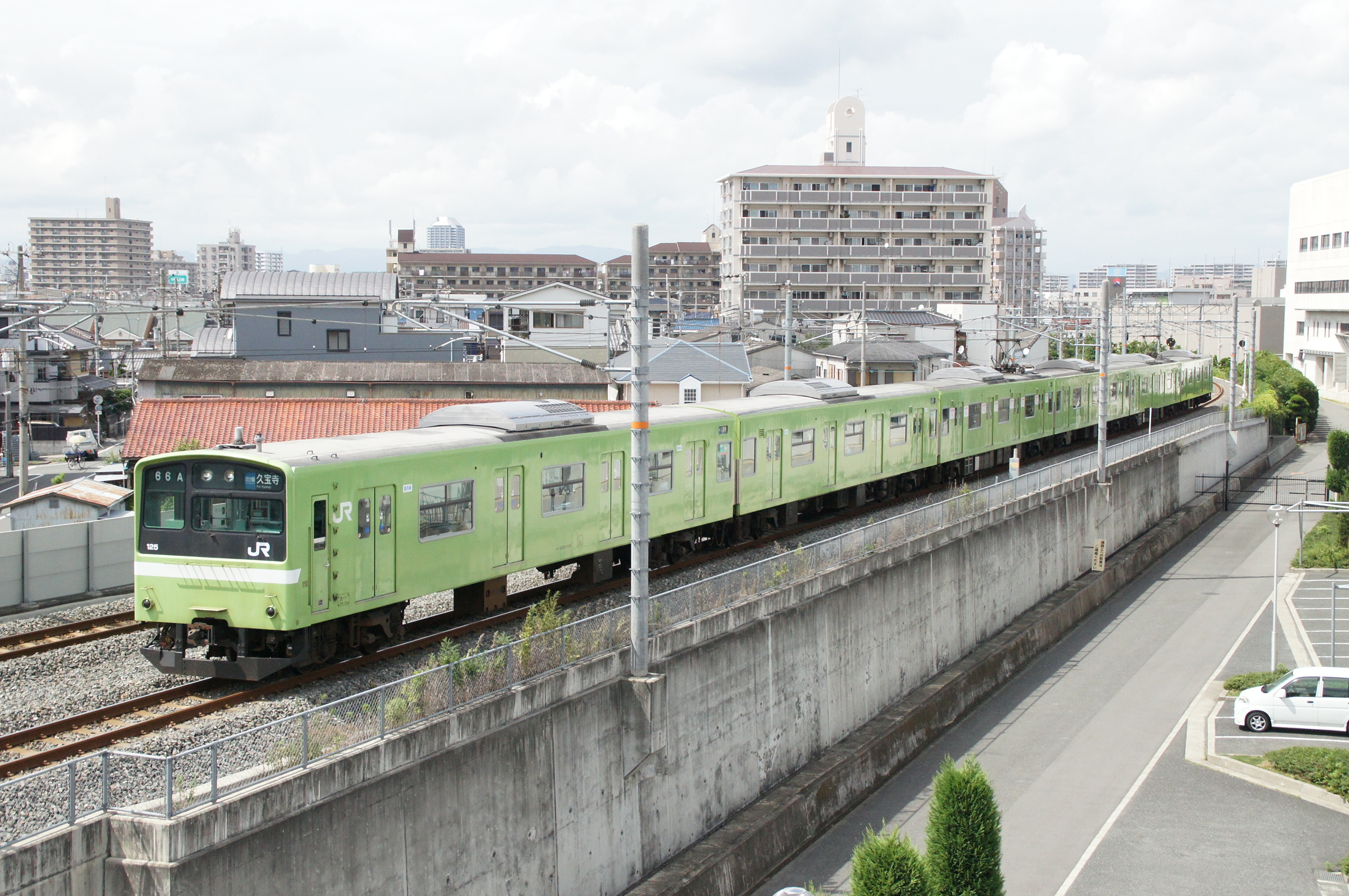
高井田中央駅付近では高架になる。
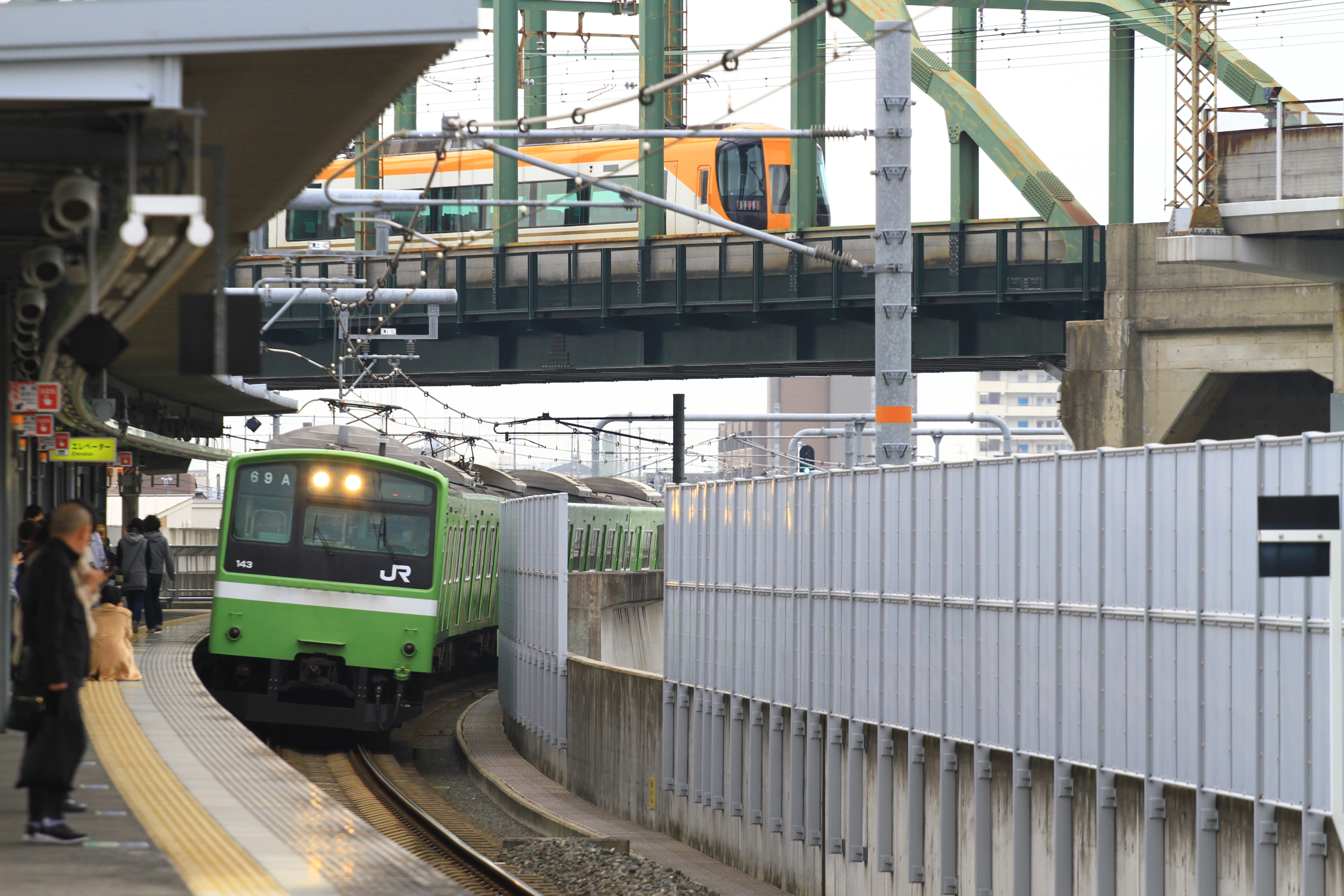
近鉄大阪線と交差するJR俊徳道駅。
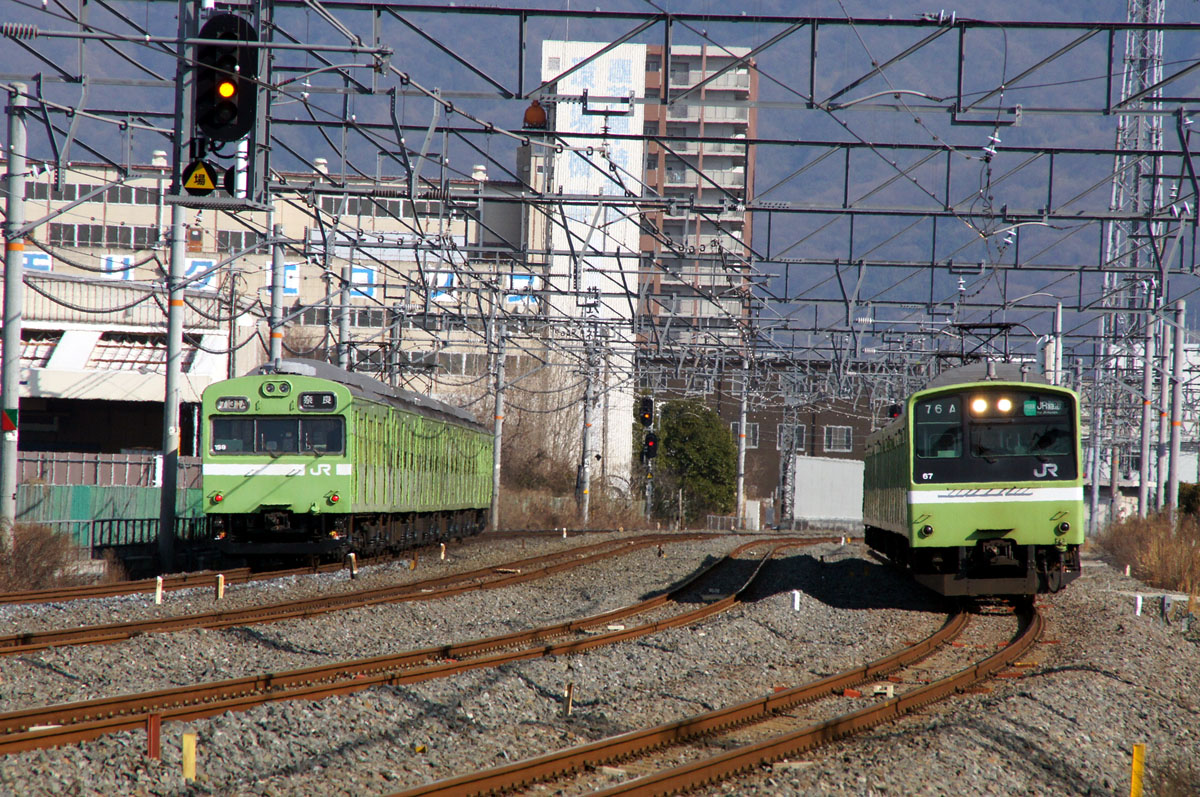
久宝寺駅付近（内側2線がおおさか東線、外側2線が大和路線）

## 運行形態
旅客列車は、線内運転の普通と、当線を経由して関西本線（大和路線）に直通する特急・直通快速が運転されている。

### 特急
2019年（令和元年）11月から12月上旬の土休日に、臨時列車ながら当線で初となる特急列車「まほろば」が新大阪駅 - 奈良駅間にノンストップで1往復運行された。山陽新幹線と奈良市をダイレクトに結ぶのが目的であり、当線含め途中停車駅はない。車両は287系3両編成が使用される。2020年（令和2年）3月 - 6月（ただし、同年5月9日以降、6月まで全て運転取り止め）、8月下旬にも設定された。2023年（令和5年）3月から6月の土休日にも大阪駅 - 奈良駅間で運転され、以後ほとんどの土休日に運転されている。
2025年（令和7年）3月15日のダイヤ改正から定期運行列車となり、同年4月5日からは車両内外に奈良県の魅力を表現した683系リニューアル車が投入された。

### 直通快速
直通快速は、当線を経由して関西本線（大和路線）の奈良駅と大阪駅を結ぶ列車である。平日は朝に奈良発大阪行き、夕方に大阪発奈良行きがそれぞれ4本ずつ、土休日は大阪駅 - 奈良駅間の列車が朝夕に2往復ずつ運転されている。停車駅は、奈良駅 - 王寺駅間の各駅と久宝寺駅・JR河内永和駅・高井田中央駅・放出駅・城北公園通駅・JR淡路駅・新大阪駅・大阪駅である。2023年（令和5年）3月17日までは新大阪駅発着であったが、折り返しは一旦梅田信号場に引き上げてから行われていた。2023年（令和5年）3月18日からは大阪駅地下ホーム到着後、折り返し王寺駅まで回送（平日のみ。土休日はそのまま直通快速として折り返す。特急「まほろば」運転日は西九条駅まで一旦回送して折り返す）、または桜島線の安治川口駅貨物用線路で折り返し、大阪駅大阪環状線ホームを通過して吹田総合車両所森ノ宮支所まで一旦回送され、逆ルートで戻る（大阪駅大阪環状線ホームは停車）。誤乗を防ぐため、「直通快速 おおさか東線経由 ○○行き」と案内される。
2008年（平成20年）3月15日から2019年（平成31年）3月15日までは、放出駅から片町線（学研都市線）を経てJR東西線に乗り入れ、尼崎駅を発着するルートで運行されていた。当線内は久宝寺駅 - 放出駅間途中無停車で、放出駅から先は京橋駅 - 尼崎駅間のJR東西線各駅に停車していた。放出駅 - 新大阪駅間が開業した2019年3月16日より尼崎駅発着から新大阪駅発着に変更されたほか、高井田中央駅とJR河内永和駅に停車するようになった。
使用車両については、普通列車の車両は2022年（令和4年）3月12日改正より全て3扉車の221系に統一されているが、直通快速は引き続き4扉車の207系や321系で運行されていた。207系は、2011年（平成23年）3月12日のダイヤ改正時から使用されていた（後に321系も使用）。2008年（平成20年）3月15日の新設時は3扉車の223系6000番台を使用していたが、当時経由していたJR東西線の北新地駅に207・321系と同じ4扉・7両編成対応のホームドアを設置した都合により乗り入れができなくなったことから使用車両が変更された。種別幕は路線カラーの文字・アンダーラインが入った「直通快速」の幕を使用し、路線記号である「F」は入っていなかった。
2023年（令和5年）3月18日改正より、大阪駅地下ホームの開業に伴い全列車が大阪駅発着となったほか、新たにJR淡路駅が停車駅となった。加えて使用車両もクロスシート車の221系8両編成に変更された。この時、種別幕に路線記号が追加された。
2023年（令和5年）10月23日からは、平日朝ラッシュ時間帯の大阪行き直通快速2本（久宝寺駅7:39発・8:05発）において、有料座席サービス「快速 うれしート」の提供が開始された。
2024年（令和6年）3月16日改正より、城北公園通駅が停車駅に追加され、「快速 うれしート」設定列車も平日・土休日の大阪行き4本全列車に拡大された。同年10月5日からは平日・土休日の奈良行き4本全列車にも「快速 うれしート」が設定された。

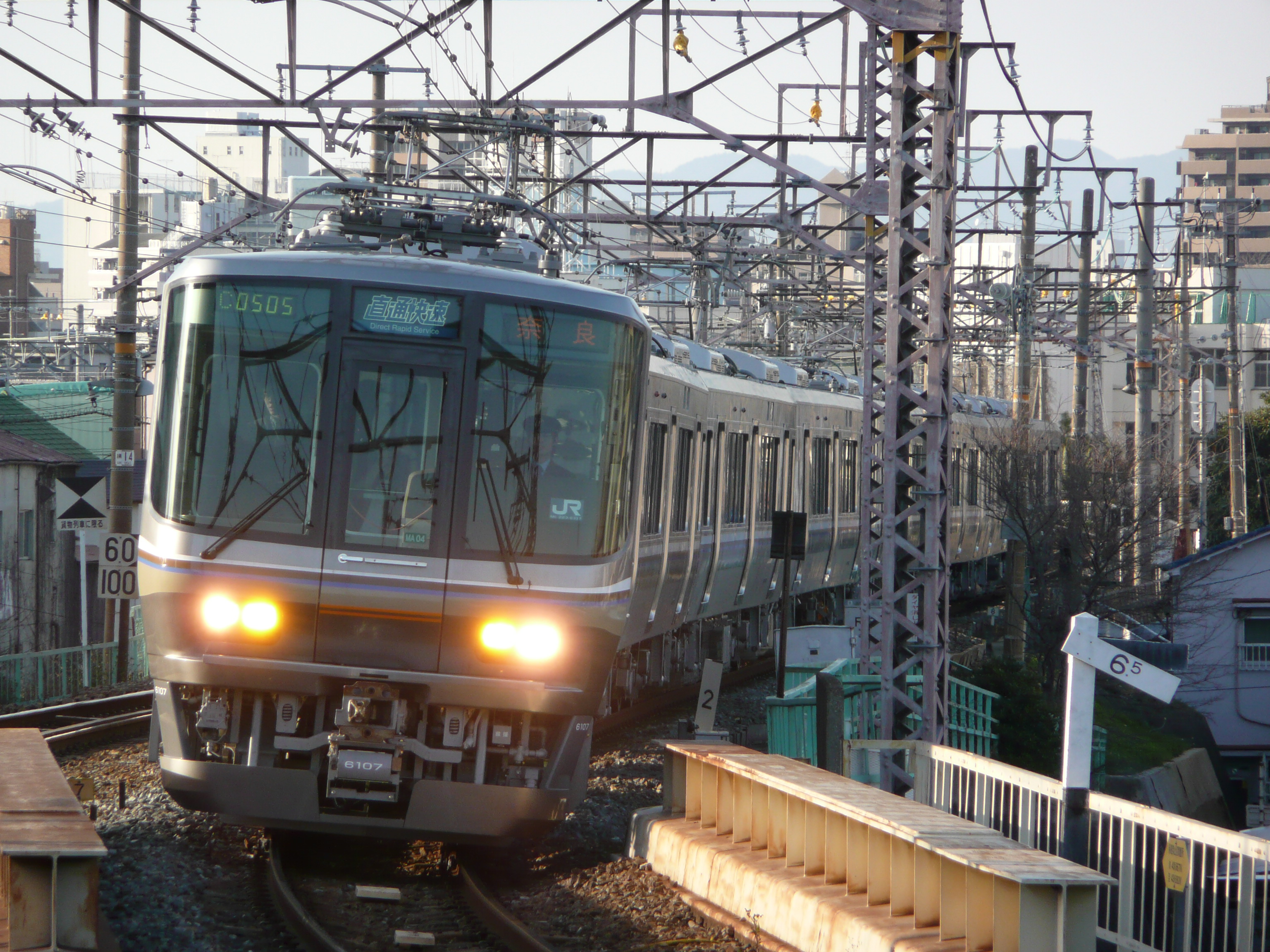
223系による直通快速
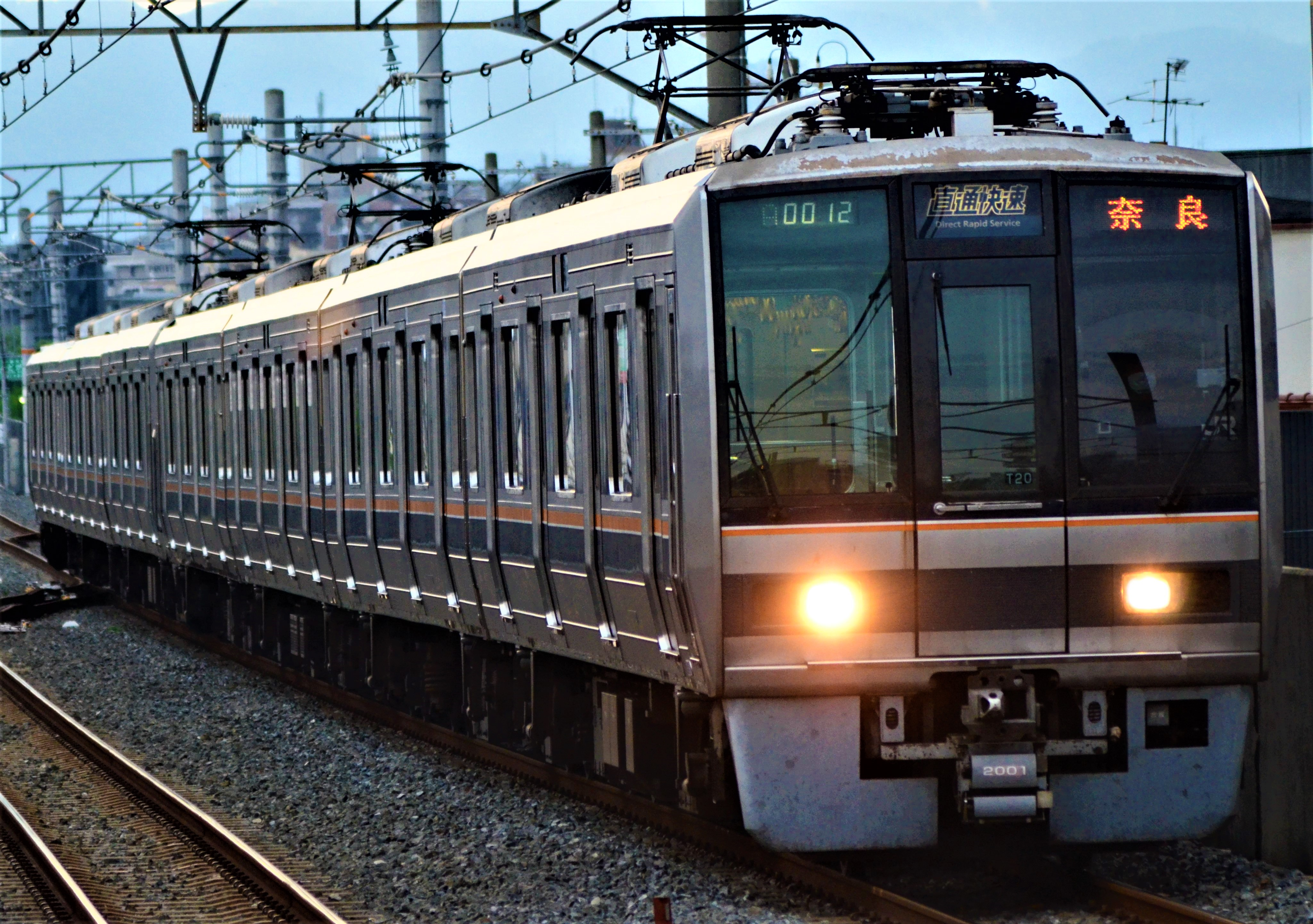
207系による直通快速 （城北公園通駅付近）
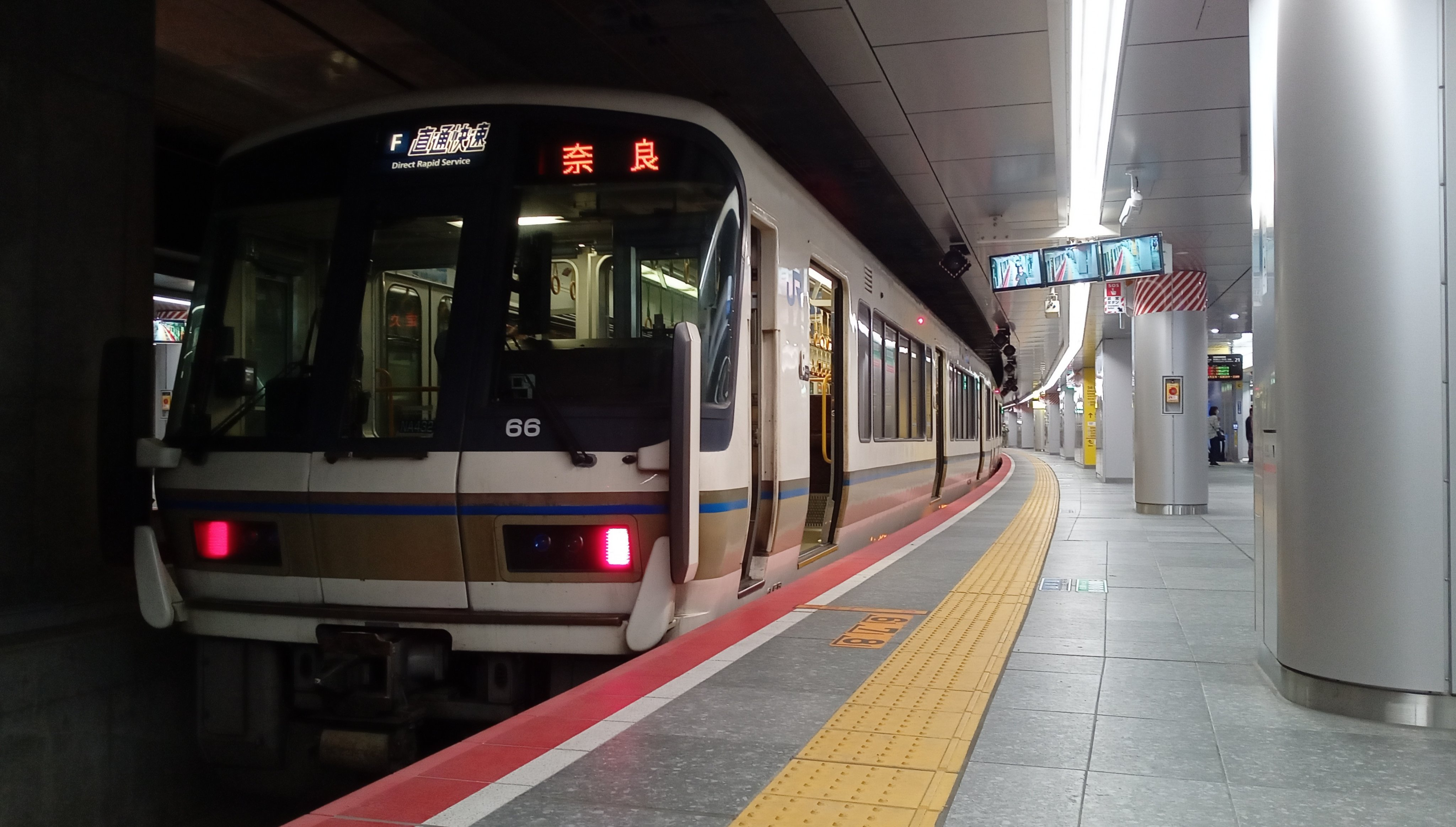
221系による直通快速 （大阪駅）

### 普通
普通列車は基本的に大阪駅 - 久宝寺駅間の運転であるが、早朝には放出発大阪行き、深夜には久宝寺発放出行きが運行されている。早朝・深夜を除き1時間に4本運転されている。時間帯によっては列車の間隔が30分程開くことがある。線内に待避駅がないため貨物列車や直通快速に抜かれることはなく、全区間で先着する。2011年（平成23年）3月11日までは、久宝寺駅において大和路線の緩急接続のために同駅の使用線路が制限されるダイヤと、森ノ宮電車区放出派出所（現：網干総合車両所放出派出所）から放出駅への入出区列車の影響から、運行間隔はどの時間帯も約11 - 20分と一定にはなっていなかった。2011年（平成23年）3月12日ダイヤ改正より、9時半頃から15時半頃まで15分間隔となっている。
2022年（令和4年）3月12日ダイヤ改正より、使用車両を201系から全て221系に置き換えた。
2023年（令和5年）3月18日の大阪駅延長後は、ほとんどの列車が大阪駅23番線（一部22番線）で折り返しているが、一部列車は運用の都合上大阪環状線西九条駅の側線および桜島線（JRゆめ咲線）安治川口駅の側線まで一旦回送して折り返す列車もある。

### 貨物列車

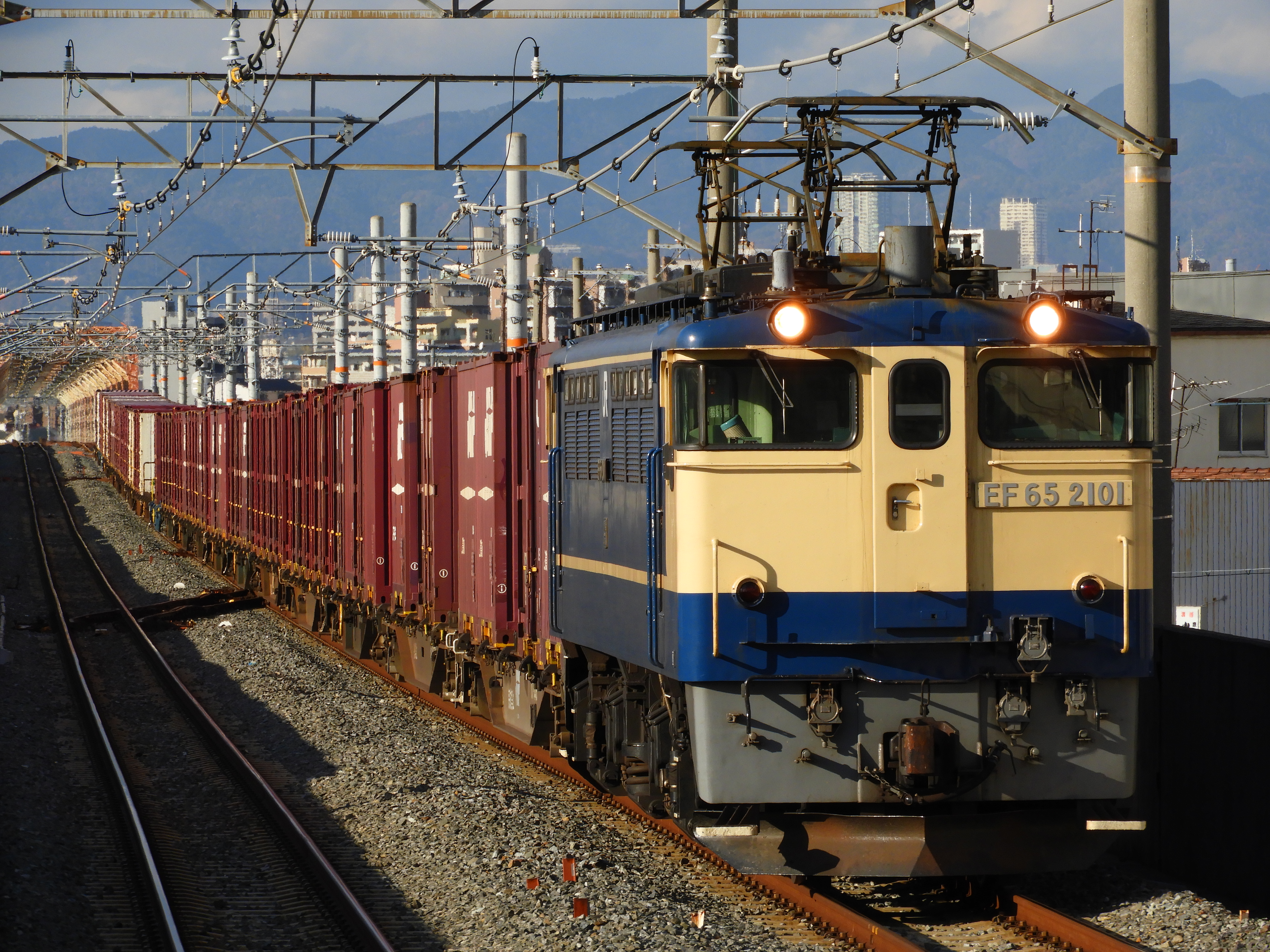
おおさか東線を走行するEF65形牽引のコンテナ貨物列車（城北公園通駅）

定期貨物列車は、2020年（令和2年）3月14日ダイヤ改正時点で吹田貨物ターミナル駅 - 百済貨物ターミナル駅間の高速貨物列車が1日8往復（このうち、日曜日運休が上り3本、月曜日運休が下り2本、火曜日運休が下り1本、休日運休が上り1本、休日の翌日運休が下り1本）運転されており、神崎川信号場 - 正覚寺信号場間で当線を経由する。吹田貨物ターミナル駅より先の発着駅は大阪貨物ターミナル駅、鍋島駅（百済タ〈=百済貨物ターミナル駅〉着のみ）、福岡貨物ターミナル駅（百済タ発のみ）、東京貨物ターミナル駅、越谷貨物ターミナル駅、新潟貨物ターミナル駅、八戸貨物駅（百済タ着のみ）、東青森駅、札幌貨物ターミナル駅、北旭川駅（百済タ着のみ）が設定されている。
定期貨物列車の他に、学研都市線徳庵駅に隣接する近畿車輛工場から吹田貨物ターミナル駅へ向かう鉄道車両の甲種輸送列車が、放出駅 - 神崎川信号場間を走行する。

### 女性専用車
平日・休日にかかわらず毎日、始発から終電まで、普通列車（6両編成）では3号車に女性専用車が設定されている。対象車両および乗車位置には、女性専用車の案内表示が設置されている。直通快速については8両編成で運転されるため全区間で設定は無い（207系・321系で運転された2023年（令和5年）3月17日以前についても案内表示の位置がずれるためおおさか東線・大和路線内は対象外とされた）。
開業時から平日の始発から9時00分までと17時00分から21時00分までの時間帯に女性専用車が設定されていたが、2011年（平成23年）4月18日から平日・休日にかかわらず毎日、始発から終電まで女性専用車が設定されるようになった。

### 年末年始の運転
アーバンネットワークエリアでは毎年、一部の線区・区間を除いて大晦日から元日にかけて終夜運転が実施されているが、部分開業以来初めて迎える2008年度（平成20年度）は、久宝寺駅 - 放出駅間の普通が23時台から1時台にかけて2往復運転され、終夜運転ではなく最終列車の繰り下げとなった。なお、2009年度（平成21年度）以降は、終夜運転および最終列車の繰り下げ・始発列車の繰り上げは行われていない。

## 使用車両

### 旅客列車
全列車が電車で運転されている。

#### 現在の使用車両
2023年（令和5年）3月18日の改正以降、普通・快速列車は転換クロスシート・トイレありの221系が運用されている。
2022年（令和4年）3月12日改正から2023年（令和5年）3月17日まで、当線の普通列車は3扉車で転換クロスシート・トイレありの221系、直通快速は4扉車でロングシート・トイレなしの207系・321系がそれぞれ充当されていた。同一路線において普通列車に転換クロスシート車両、かつ上位の種別の列車（直通快速）にロングシート車両が充当されているのは全国で初、かつ唯一であった。
221系
普通列車は6両編成、直通快速は8両編成。2022年3月12日のダイヤ改正で、普通列車を201系からこの車両に置き換えた。ダイヤ改正前日までは1編成も運用に入らず、翌日のダイヤ改正当日に201系全編成を一斉に置き換えて運用を開始した。吹田総合車両所奈良支所所属。東海道・山陽本線（琵琶湖線・JR京都線・JR神戸線）の快速に使用されていた網干総合車両所本所からの転入編成と、元から奈良電車区に所属していた編成が使用され、大和路線普通や奈良線と共通運用。2023年（令和5年）3月18日より8両編成（大和路線の大和路快速・区間快速と共通運用）が直通快速で運用され、特急列車以外の使用車両が221系に統一された。同年10月23日以降は、有料座席サービス「快速 うれしート」の対象列車になっている。
683系6000番台
2025年（令和7年）4月5日より、683系2000番台を改造した「リニューアル車両」が特急「まほろば」で運用されている。4月5日運行開始の第1編成には「安寧（あんねい）」、同年秋に登場予定の第2編成には「悠久（ゆうきゅう）」の愛称が付けられている。

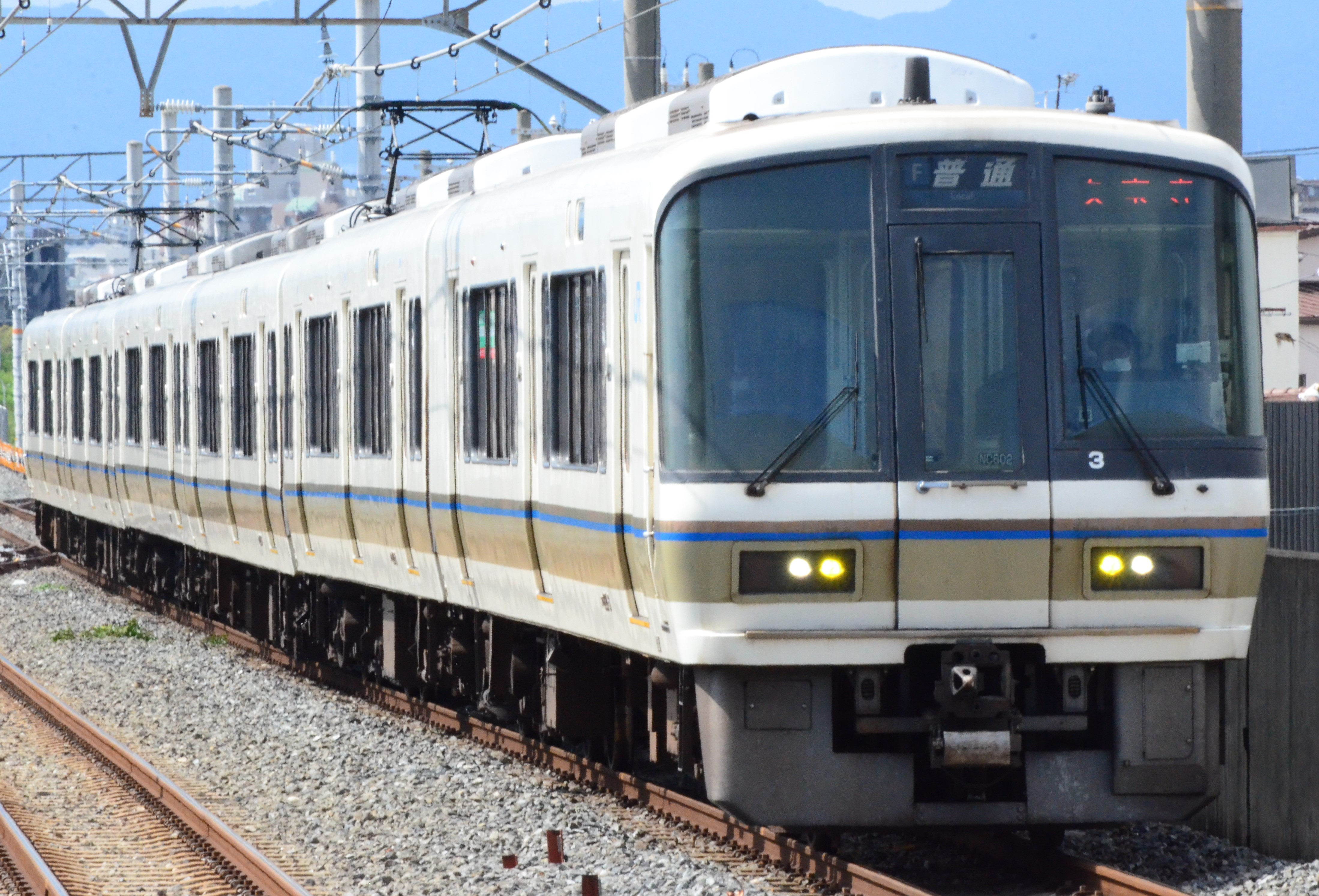
221系
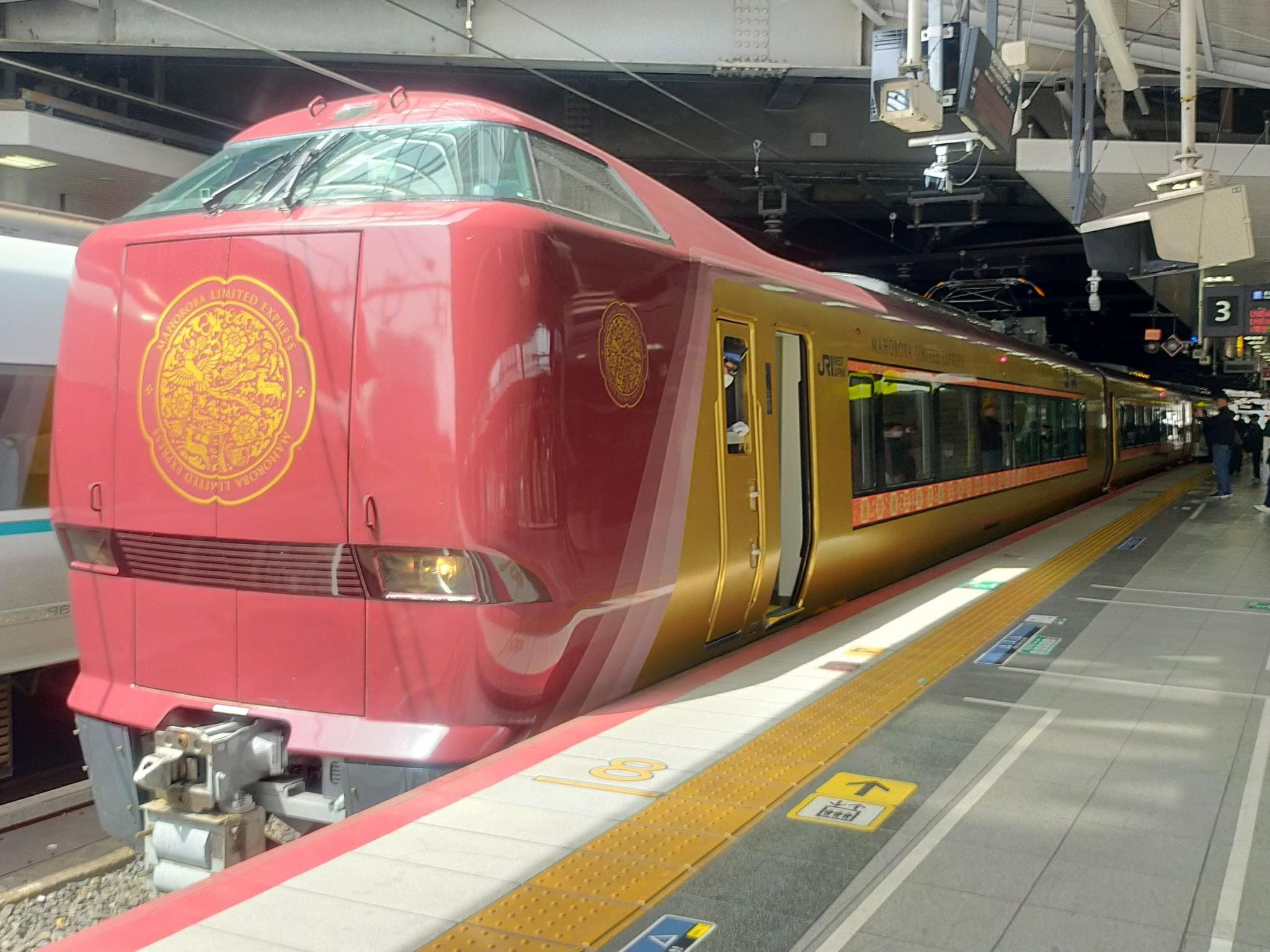
683系「安寧」編成

#### 過去の使用車両
103系
吹田総合車両所奈良支所の車両が2008年（平成20年）3月15日の開業時から普通列車で運転されていたが、吹田総合車両所森ノ宮支所から転属した201系に置き換えられ、新大阪駅 - 放出駅間の開業を待たずに2018年（平成30年）1月をもって運転を終了した。
201系
103系と同じく開業時から吹田総合車両所奈良支所の車両が普通列車に使用されていた。2022年（令和4年）3月12日のダイヤ改正でおおさか東線での運用が終了した。運用を終了するまで1編成も置き換わることなくダイヤ改正当日に全ての編成が221系に置き換えられる全編成一斉置き換えの形がとられた。
207系・321系
7両編成。網干総合車両所明石支所の車両が、新大阪駅 - 奈良駅間の直通快速として使用されていた。2019年（平成31年）の放出駅 - 新大阪駅間開業前は尼崎駅 - 奈良駅間にJR東西線経由で運行していた。2011年（平成23年）のダイヤ改正前日3月11日の奈良行きから207系（分割編成）での運転となり、7両固定編成の207系F1編成ならびに321系の運用はダイヤ乱れ時の代走扱いだったが、2012年（平成24年）のダイヤ改正より321系と207系との共通運用となった。しかし2023年（令和5年）3月18日より直通快速の運用が221系に変更されたため、2023年（令和5年）3月17日をもって全線で運用を終了した。
223系6000番台
宮原総合運転所（現：網干総合車両所宮原支所）の車両が使用されていた。開業以来、直通快速として運転されていたが、北新地駅のホームドア設置に伴い車両の扉数を統一するため、2011年（平成23年）のダイヤ改正で当路線への乗り入れを終了した。
287系
吹田総合車両所日根野支所所属の3両編成が、特急「まほろば」で使用されていた。2019年（令和元年）の臨時運行開始から使用されていたが、2025年（令和7年）4月5日より、683系を改造した「リニューアル車両」に置き換えられた。

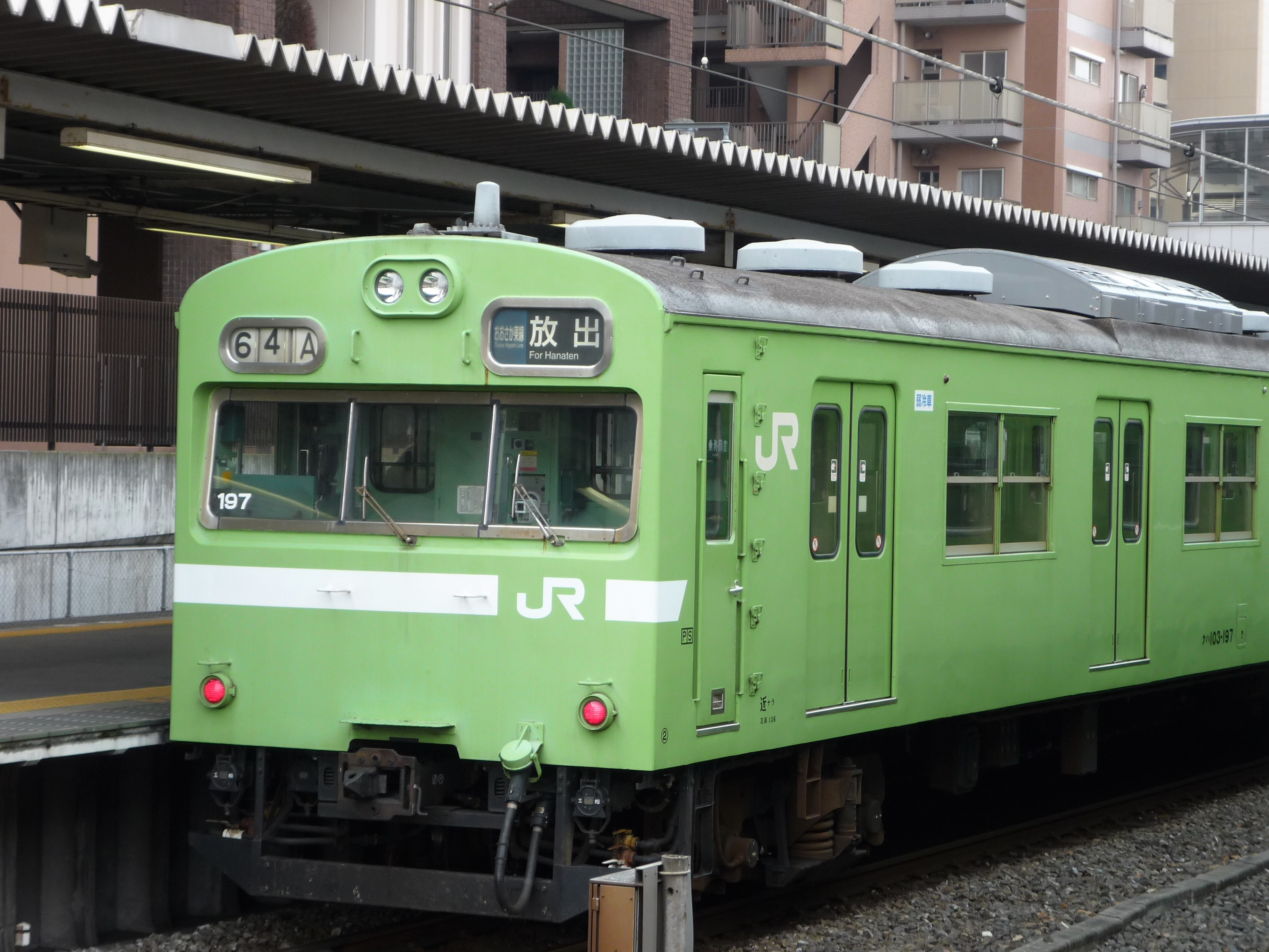
103系
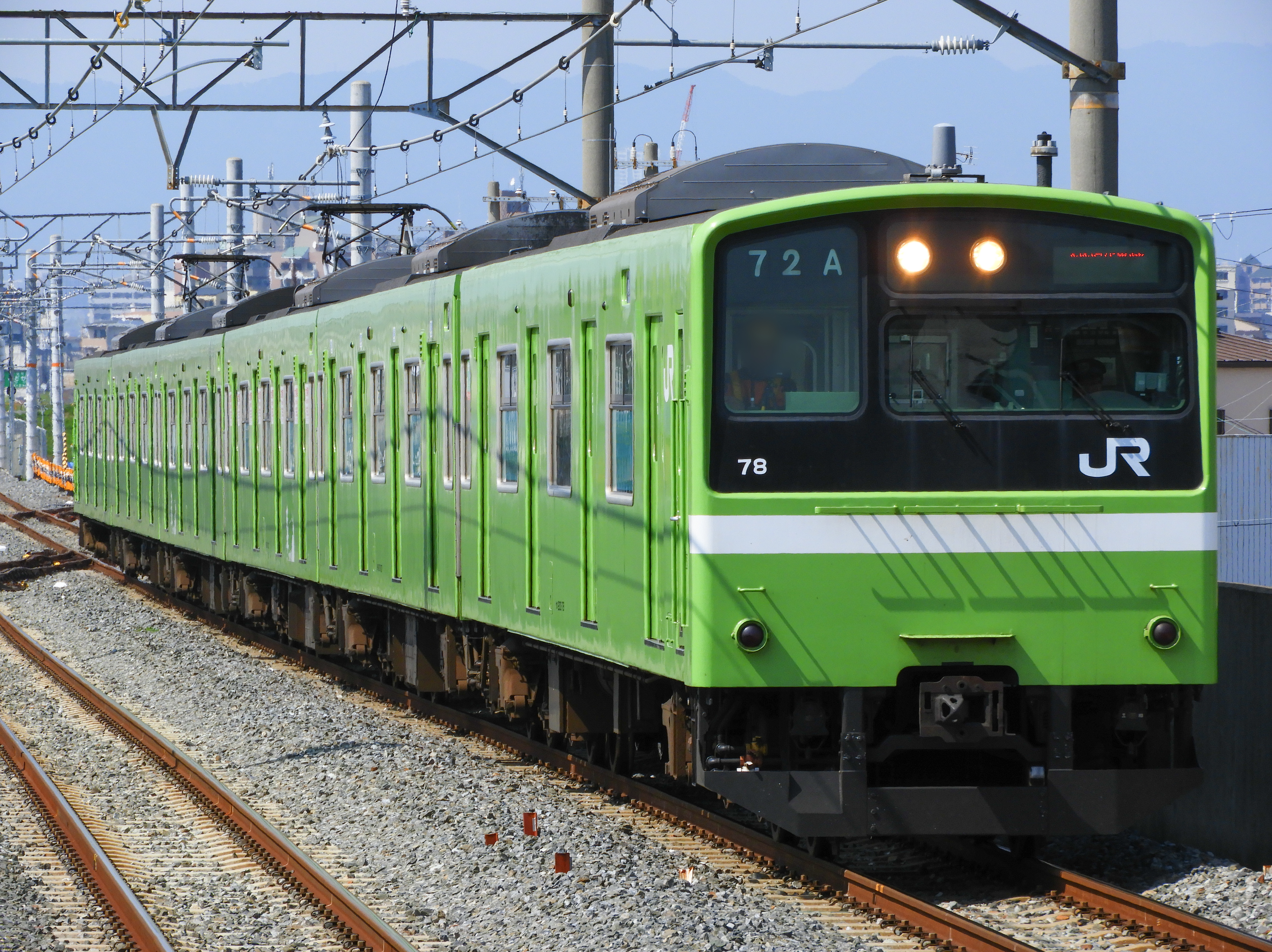
201系
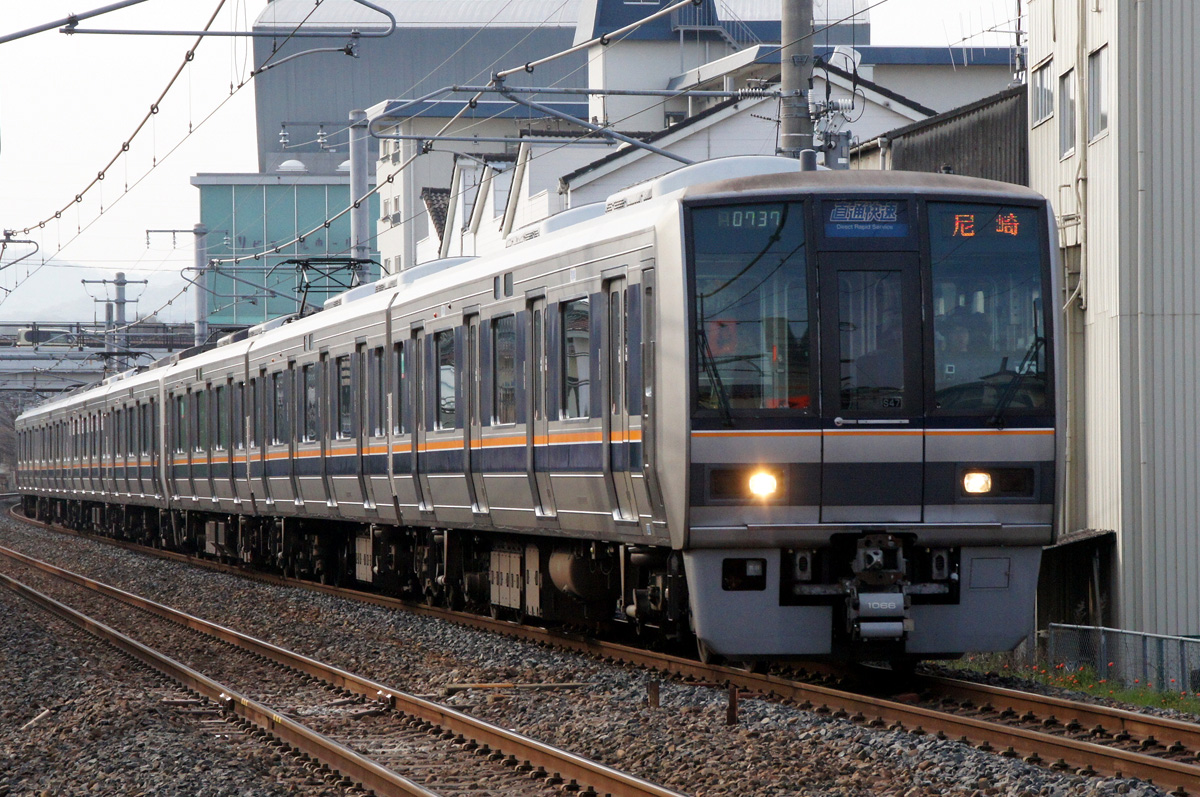
207系
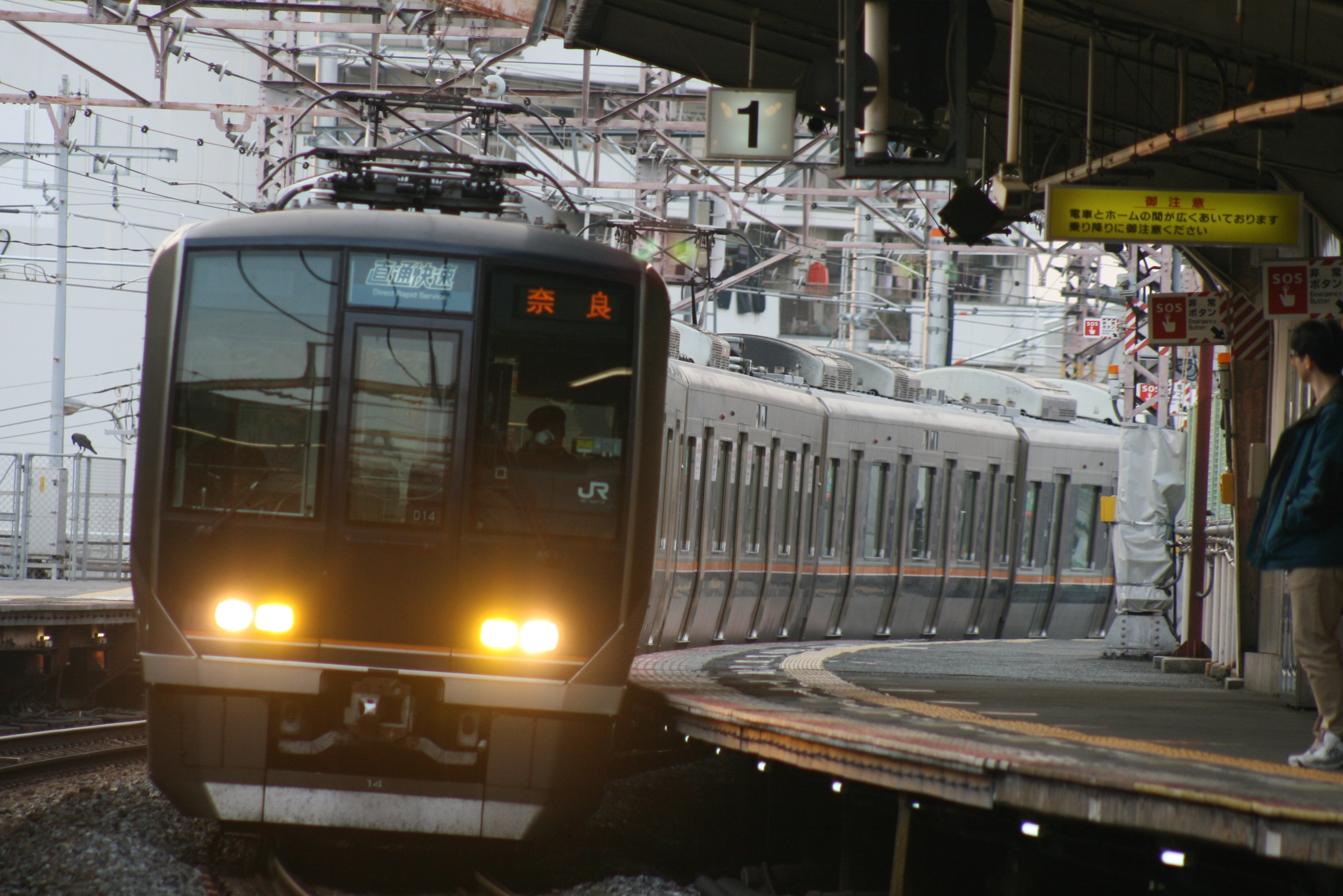
321系
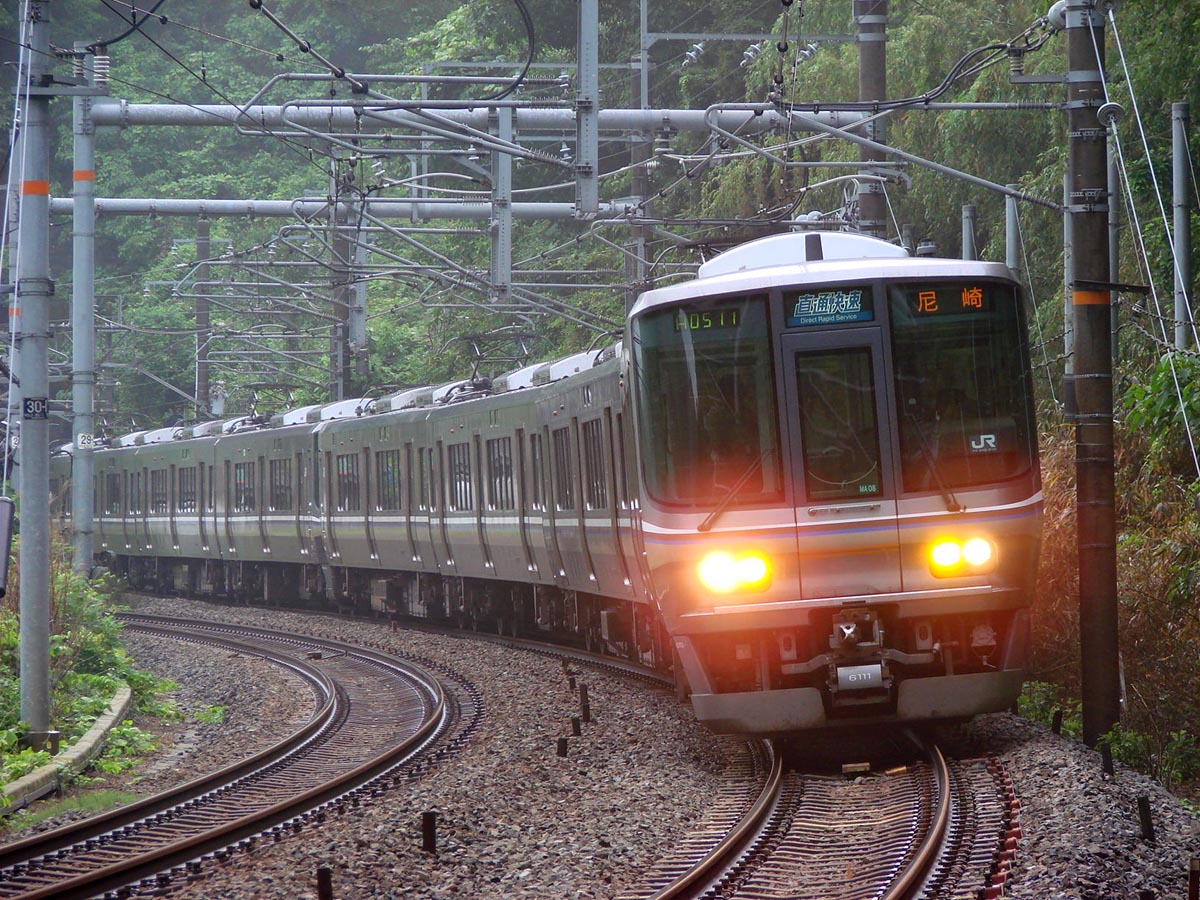
223系6000番台
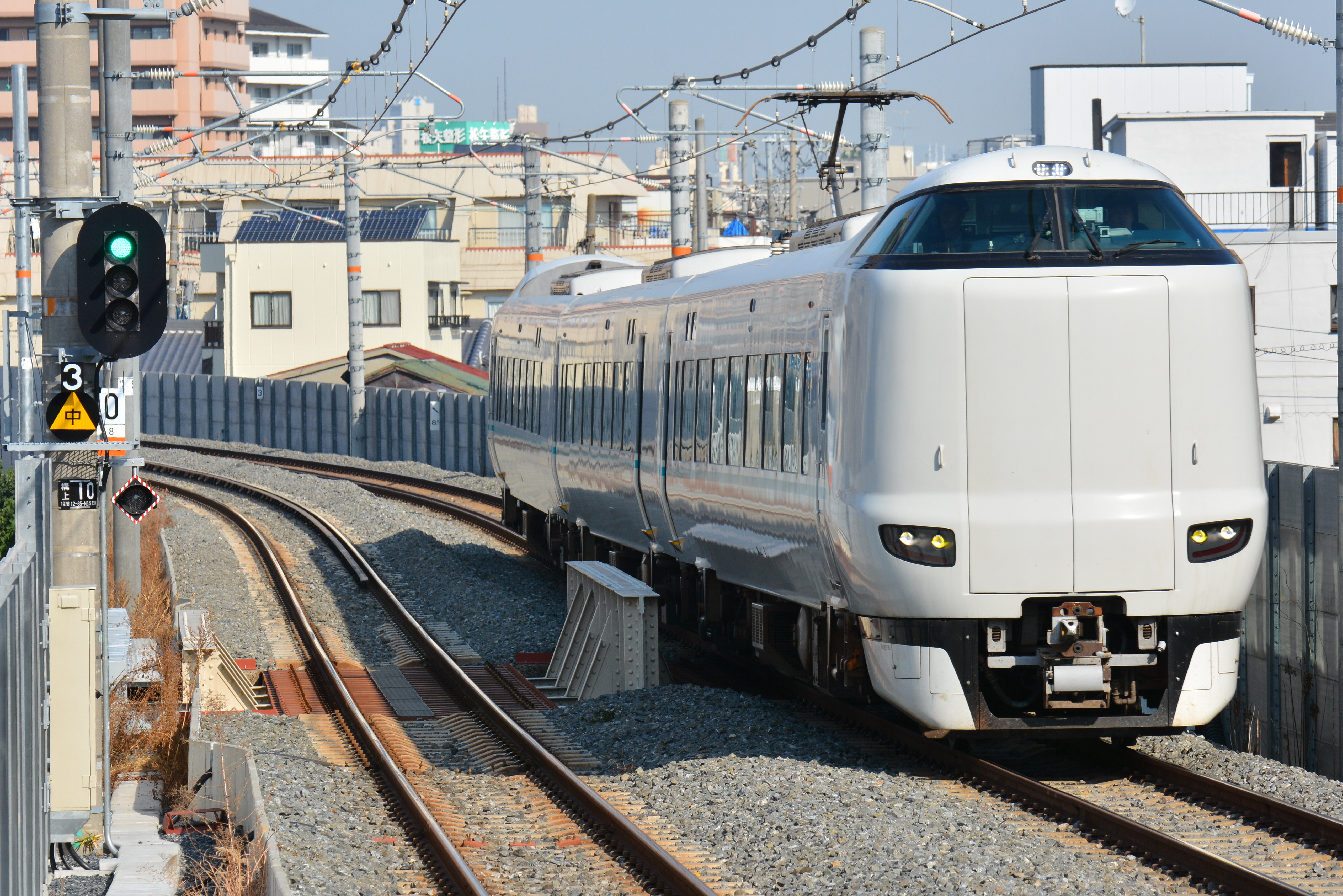
287系

### 貨物列車
定期貨物列車はコンテナ車のみで編成されている。
2011年（平成23年）3月12日のダイヤ改正まではDD51形ディーゼル機関車のほか、1往復のみDE10形ディーゼル機関車が牽引していた。同日以降はDE10形が充当されていた1往復を除いて電気機関車に置き換えられた。

#### 現在の使用車両
- 電気機関車
  - EF65形
  - EF66形
  - EF210形
  - EF510形
    - 2012年（平成24年）3月より乗り入れ開始。
- ディーゼル機関車
  - DE10形
  - DD200形
    - 両者とも定期運用を持たず、近畿車輌からの徳庵駅発の甲種輸送時のみ使用される。

#### 過去の使用車両
- ディーゼル機関車
  - DD51形
- 電気機関車
  - EF81形
  - EF200形

## 乗車制度
2019年（平成31年）3月16日以降に旅客営業規則等で定められる乗車制度の特例は次のものがある。

### 大阪市内発着の乗車券に対する特例

#### 特定都区市内が適用される駅の拡大
2019年（平成31年）3月16日より、久宝寺駅を除くおおさか東線の全駅に特定都区市内制度の「大阪市内」エリアが適用された。適用された駅には大阪市外である南吹田駅、高井田中央駅 - 衣摺加美北駅間の各駅ならびに大阪市内でありながら2008年（平成20年）の部分開業時は適用が除外されていた新加美駅も含まれている。新加美駅が当初除外されていたのは、隣接するJR長瀬駅（後に開業した衣摺加美北駅も含む）および久宝寺駅が大阪市外であり、市内駅としては孤立していたためである。
JR西日本が国土交通省近畿運輸局に提出した旅客運賃上限変更認可申請書によれば、適用理由は下記の通り。
- 南吹田駅を非適用とした場合、遠方であるJR淡路駅以遠よりも高額になるケースが生じ、運賃設定が複雑となるため。
- 新加美駅については、今後おおさか東線の既設開業区間からおおさか東線経由で新大阪駅を利用する客が見込まれることや、既に「大阪市内」エリアとされている関西本線の加美駅と同駅が近接しているにもかかわらず、特定都区市内制度の適用有無で運賃に差が生じることに、客の理解を得ることが難しいため。
- 上記の理由により、大阪市外である高井田中央駅 - 衣摺加美北駅間の各駅も特定都区市内制度の対象としている。

#### 市外乗車の特例
大阪市内発着の乗車券は、久宝寺駅で途中下車しない限り、加美駅 - 久宝寺駅 - 新加美駅間を乗車できる。
- （例）東京駅（東京都区内） - 【東海道新幹線】 - 新大阪駅 - 【おおさか東線】 - 久宝寺駅 - 【関西本線】 - 平野駅（大阪市内）。

通常、特定都区市内の適用は強制（途中下車を目的とした適用除外は不可）であるが、特定都区市内を通過し外を経てから再びその都市内に戻る場合は適用除外となる（旅客営業規則86条）。本特例は久宝寺駅を経由することを事実上「外を経て」いないものとみなすものであるが、旅客営業規則に規定がないため、原則通り経路指定単駅発着の乗車券を購入することで久宝寺駅および経路上の大阪市内各駅で途中下車することも可能である。

## 建設の経緯
城東貨物線の旅客線化は1950年代頃から構想されており、1958年（昭和33年）には大阪府知事の強い要望で尼崎 - 吹田 - 放出 - 加美 - 杉本町 - 大阪南港間の旅客化（杉本町 - 大阪南港間は新線を建設）が都市交通審議会答申第3号で取り上げられ、その後東海道新幹線との連絡というニーズも見出されるようになると、1963年（昭和38年）3月には新大阪 - 淡路間で新線を建設する計画に改められた上で、新大阪 - 加美 - 杉本町間の整備が都市交通審議会の答申第7号に盛り込まれた。
このように、当初は同線だけではなく関西本線の貨物支線である八尾 - 杉本町間の阪和貨物線（2009年〈平成21年〉廃止）も組み込み、阪和線および堺泉北臨海工業地帯・大阪南港に向け建設される臨海鉄道と連絡する計画であった（「阪和貨物線」も参照）。1979年（昭和54年）12月には、運輸省航空局が関西国際空港のアクセス鉄道として当路線を利用（加美より大阪市平野区長吉まで阪和貨物線、長吉以南は日根野駅まで新線を建設）する案を提示したこともある。しかし、1989年（平成元年）に阪和線・紀勢本線列車の大阪環状線への直通運転が開始されたことや新大阪 - JR難波・汐見橋間を結ぶ「なにわ筋線」の建設計画が浮上したことから終点を加美駅（のちに久宝寺駅）に変更し、阪和線と連絡することは計画から除外された。
都心部を迂回する路線であるため旅客需要が見込めず、国鉄時代は財政難から長らく後回しにされた上、沿線住民による建設運動も目立ったものが無かった。1981年（昭和58年）に国鉄が城東貨物線の複線化の運輸大臣認可を受け、国鉄分割民営化によりJR西日本がこれを承継していた。1996年度（平成8年度）の政府予算で、第三セクターに対する助成制度として採択され、第三セクター会社が建設と施設の保有、JR西日本が運営を行う上下分離方式での建設・運行が決定された。当初は片福連絡線（現在のJR東西線）と同じく関西高速鉄道が建設することも考えられていたが、同社には兵庫県など当路線沿線以外の自治体が出資していることから別に会社を設立することになり、1996年（平成8年）11月に大阪府や大阪市・東大阪市をはじめとする沿線自治体とJR西日本などが出資して大阪外環状鉄道を設立し、同年12月に鉄道事業免許を取得し、ようやく着工された。
城東貨物線の旅客化に合わせて、大阪外環状線連続立体交差事業が大阪府及び大阪市が主体となって行われた。事業区間はJR俊徳道駅 - 新加美駅（3.5 km）および城東貨物南連絡線（1.1 km）の計4.6 km、費用は約367億円である。

### 梅田貨物線直通計画と北区間の着工遅れ
当初は2006年度（平成18年度）の全線開業を予定していたが、用地買収の難航や東淀川駅付近の「開かずの踏切」問題により新大阪駅 - 放出駅間の北区間の着工が遅れたため、先行して放出駅 - 久宝寺駅の南区間が2008年（平成20年）3月15日に部分開業した。
新大阪駅 - 放出駅の北区間は、新大阪駅 - 西吹田駅（仮称。現・南吹田駅）について、既存線路の東側に新線を建設する計画となっており、2012年春の開業を予定していた。しかし、予定地がマンション建設地となっており用地買収が難航したこと、「開かずの踏切」である東淀川駅近くの北宮原第1・南宮原踏切（2018年11月11日廃止）の横断距離が更に長くなり、通行に時間がかかるようになることが原因となり、計画を見直すこととした。新たな計画では、新大阪駅 - 東淀川駅間で東海道本線の支線（梅田貨物線）の線路を走行し、東淀川駅の北側でおおさか東線の線路が分岐し、東海道本線の旅客線を高架橋で跨ぎ、西吹田駅に至る経路となった。また、新大阪駅ではホームの並べ替えなどの改良工事が実施されることとなった。この計画変更に加え、南区間の開業が遅れたことで北区間の着工着手が遅れたことによる用地買収の難航もあり、北区間の開業はさらに延び、2019年（平成31年）春の開業を目指すことになった。総事業費は当初計画分に150億円を追加投資し、先行開業部分を含め1,250億円程度を予定していた。未開業の北区間については、2011年1月に工事区間北側から建設を開始した。北区間は2019年（平成31年）3月16日に開業し、これによっておおさか東線は全線開業となった。
大阪駅までの乗り入れについては、再開発が進められている梅田北ヤード地区の北梅田駅（当時の仮称。大阪駅として開業）に乗り入れる計画として2009年（平成21年）に報道されていた。その後は梅田貨物線の地下化などを経て、2023年（令和5年）3月18日のダイヤ改正より大阪駅までの乗り入れが行われることになった。なお、運行本数は改正前とほぼ同一である。

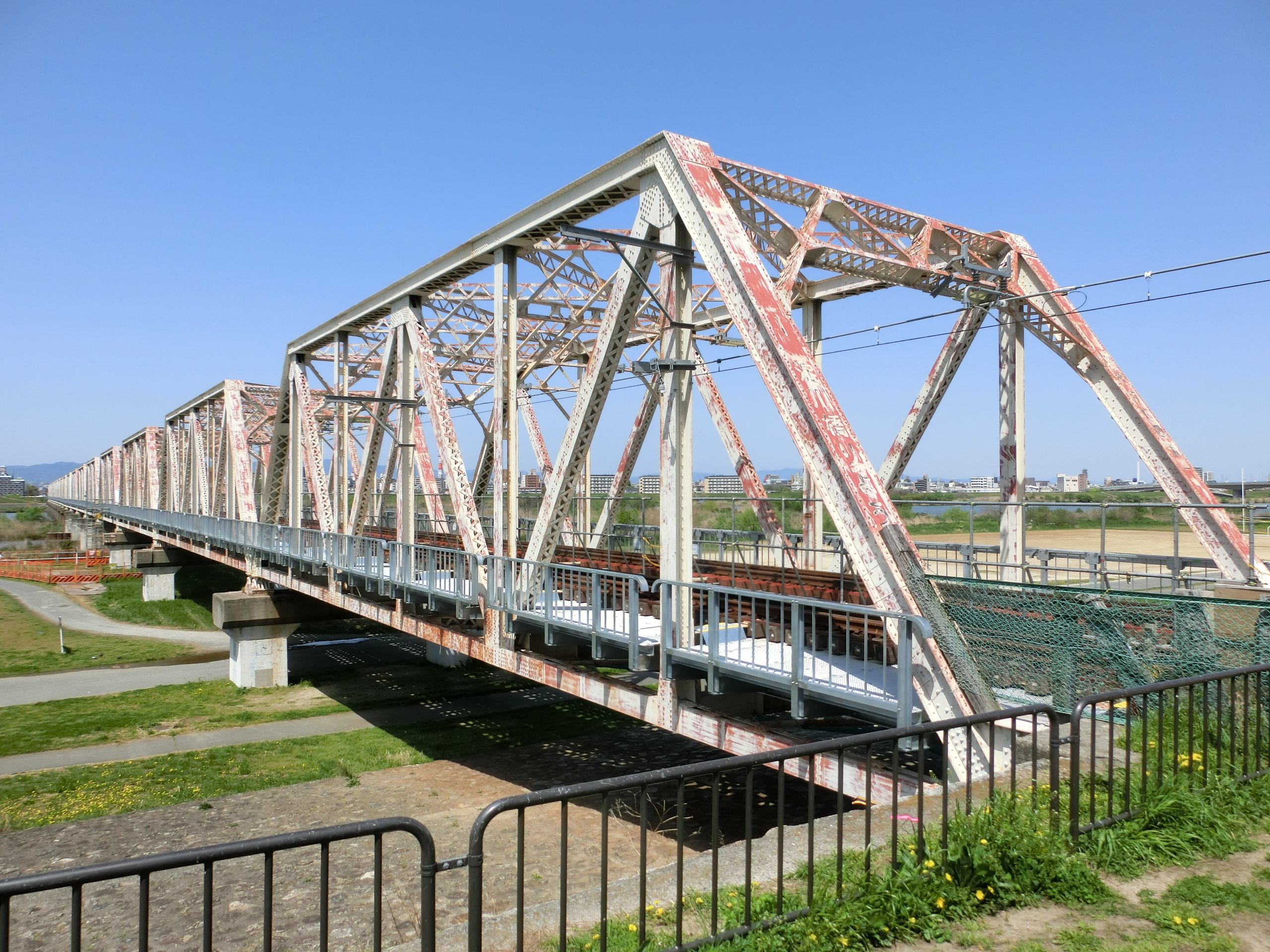
複線化工事中の淀川橋梁 （2016年4月）
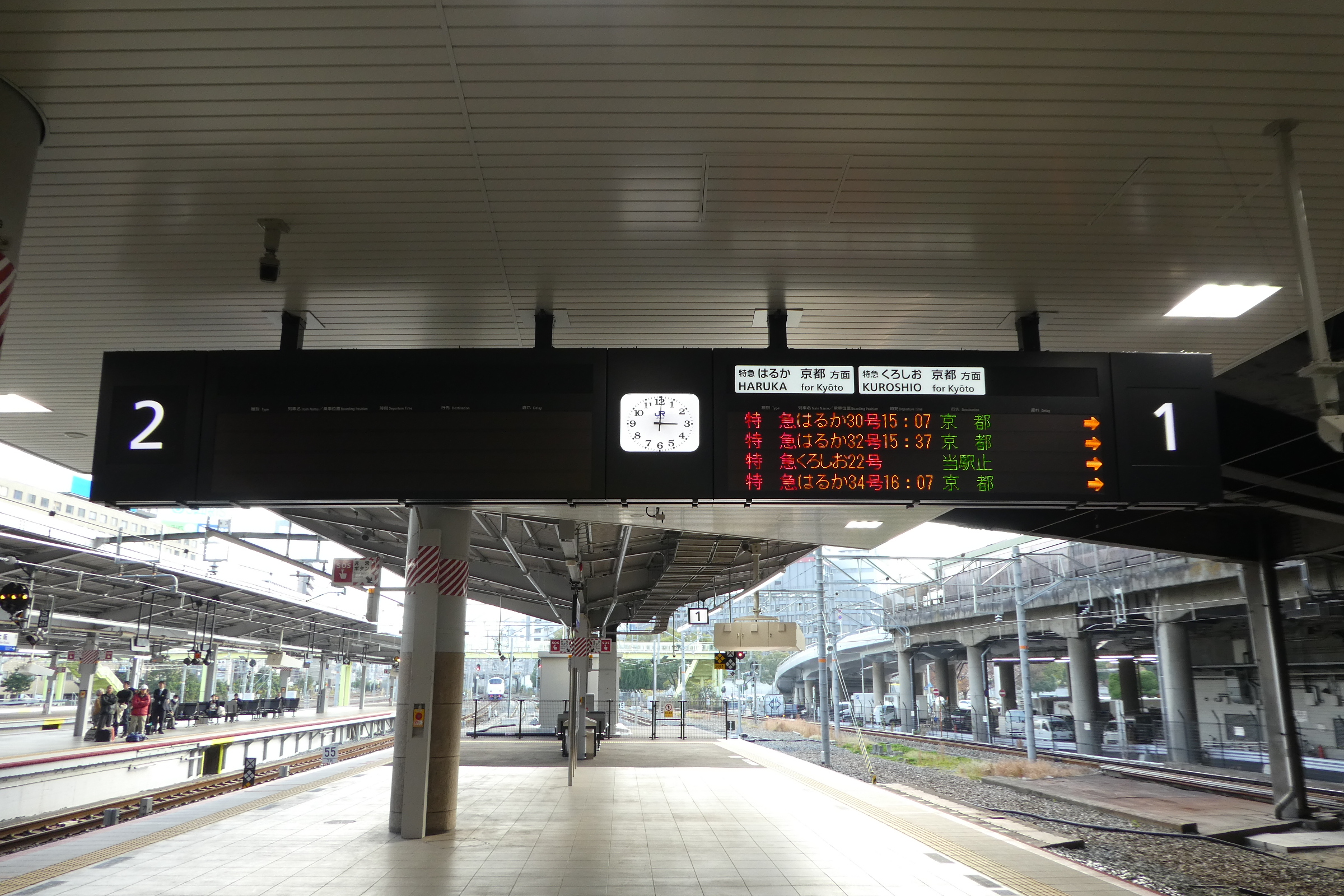
おおさか東線開業前の新大阪駅2番のりば
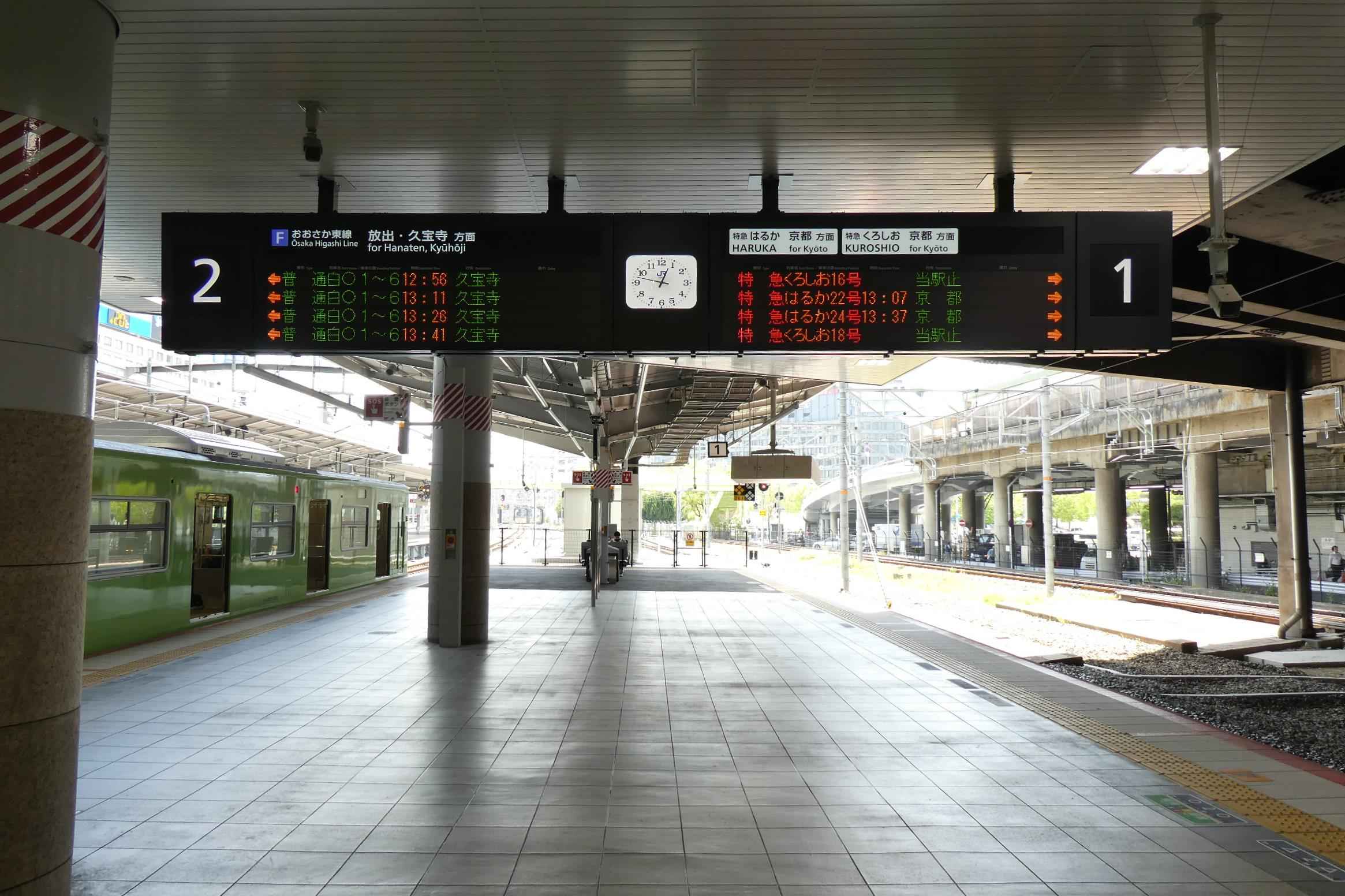
おおさか東線開業後の新大阪駅2番のりば

## 歴史
- 1929年（昭和4年）3月15日：片町線貨物支線として淀川駅 - 巽信号場 - 吹田駅間が開業。
- 1931年（昭和6年）8月10日：放出駅 - 平野駅間、放出駅 - 鴫野駅 - 巽信号場 - 吹田駅間が開業[78]。貨物営業のみ。
- 1932年（昭和7年）12月1日：放出駅 - 鴫野駅 - 巽信号場 - 吹田駅間が電化[78]。
- 1939年（昭和14年）10月15日：放出駅 - 八尾駅間が開業。貨物営業のみ。
- 1982年（昭和57年）11月15日：淀川駅 - 巽信号場 - 吹田駅間、巽信号場廃止。
- 1987年（昭和62年）4月1日：国鉄分割民営化により西日本旅客鉄道が第一種鉄道事業者として承継し[78]、日本貨物鉄道が第二種鉄道事業者となる。
- 1996年（平成8年）
  - 11月21日：大阪外環状鉄道が設立される[78]。
  - 12月25日：大阪外環状鉄道が鉄道事業免許を取得[78]。
- 1999年（平成11年）
  - 2月17日：大阪外環状線（仮称）都島駅 - 久宝寺駅間の工事施行が認可[78]。
  - 6月：大阪外環状線　放出駅 - 久宝寺駅間が着工される[78]。
- 2002年（平成14年）12月20日：大阪外環状線（仮称）新大阪駅 - 都島駅間の工事施行が認可[78]。
- 2007年（平成19年）
  - 8月23日：路線名称が「おおさか東線」に決定し、放出駅 - 久宝寺駅間の新駅の駅名も決定[12]。
  - 11月：大阪外環状線　放出駅 - 新大阪駅間が着工される。
  - 11月6日：放出駅 - 久宝寺駅間の路線工事完了。
  - 11月18日：おおさか東線高架ウォークを実施[79]。
  - 12月29日：放出駅 - 久宝寺駅間で試運転開始[80][81]。
- 2008年（平成20年）103系による試運転
（2008年1月13日）

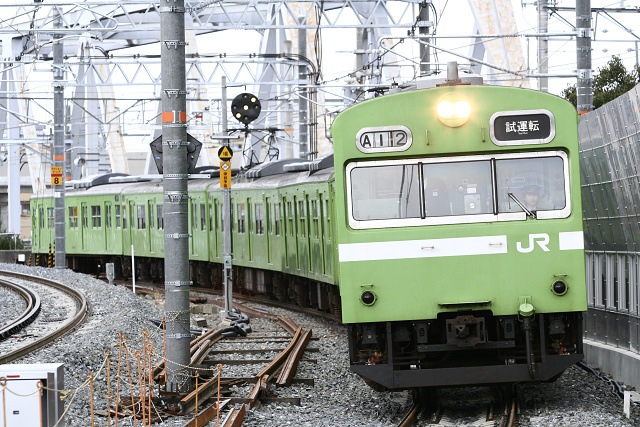
103系による試運転
（2008年1月13日）

  - 3月9日：放出駅 - 久宝寺駅間で試乗会を実施（募集人数各駅で500人、総計3,500人）[82]。
  - 3月15日：おおさか東線として放出駅 - 久宝寺駅間が旅客開業。西日本旅客鉄道が片町線貨物支線放出駅 - 八尾駅間の第一種鉄道事業を廃止し、放出駅 - 久宝寺駅間の第二種鉄道事業者となる。同時に、「大阪環状・大和路線運行管理システム」を先行導入（放出駅・久宝寺駅構内を除く）[83]。おおさか東線経由で奈良駅 - 尼崎駅間に「直通快速」を223系6000番台電車で運転開始。
- 2009年（平成21年）10月4日：大阪環状・大和路線運行管理システムが本格導入。久宝寺駅構内を新たに同システム対象区間に追加。
- 2010年（平成22年）12月1日：組織改正により、大阪支社の管轄から近畿統括本部の管轄に変更[84]。
- 2011年（平成23年）
  - 3月11日：直通快速を223系電車から4扉の207系電車に置き換え[39]。後に321系電車も使用。
  - 3月12日：久宝寺駅のホームを共用する大和路線とともに日中の運転間隔が15分に統一される。
  - 4月18日：女性専用車が毎日、終日設定される[49]。
- 2015年（平成27年）3月14日：路線記号が本格導入開始[85]。
- 2018年（平成30年）衣摺加美北駅開業
（2018年3月17日）

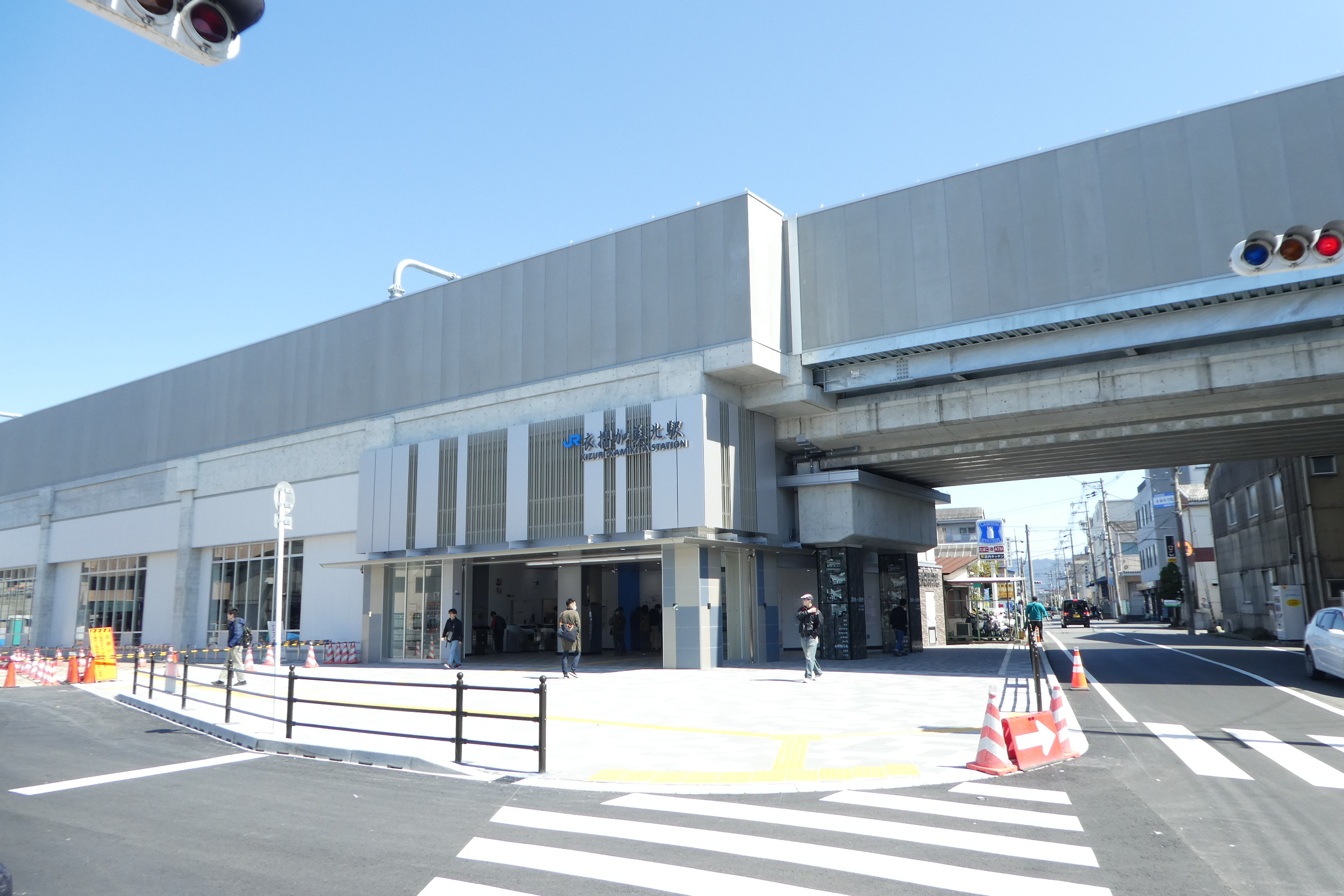
衣摺加美北駅開業
（2018年3月17日）

  - 1月24日：103系電車の営業運転を終了。
  - 3月17日：衣摺加美北駅が開業[86][87]。各駅に駅ナンバーが導入され、使用を開始する[88]。
  - 7月24日：新大阪駅 - 放出駅間の新駅の駅名決定[89]。
  - 11月13日：JR西日本が全通後の運行体系などの概要を発表[8][90]。
- 2019年（平成31年）
  - 3月16日：新大阪駅 - 放出駅間が開業[6][10][注 15]。直通快速の運転区間が奈良駅 - 新大阪駅間に変更され、新たに高井田中央駅・JR河内永和駅が停車駅となる（放出駅 - 尼崎駅間の運転は取りやめ）[6][7]。久宝寺駅を除くおおさか東線の全駅が同日から特定都区市内制度適用となる[9]。
  - 11月2日：臨時特急「まほろば」が運行開始[23][25]。
- 2022年（令和4年）3月12日：普通列車を201系電車から3扉クロスシートの221系電車に置き換え[45][46]。
- 2023年（令和5年）
  - 3月18日：大阪駅地下ホーム開業に伴い、全列車大阪発着に変更。直通快速は3扉クロスシートの221系8両編成に置き換え[40][41]。JR淡路駅が停車駅に追加[11]。
  - 10月23日：大阪行き直通快速の一部列車において、有料座席サービス「快速 うれしート」の提供を開始[42]。
- 2024年（令和6年）
  - 3月16日：直通快速の停車駅に城北公園通駅を追加。「快速 うれしート」の設定列車を、土休日も含めた大阪行きの直通快速全列車に拡大する[43]。
  - 10月5日：奈良行き直通快速全列車にも「快速 うれしート」を設定[44]。
- 2025年（令和7年）
  - 3月15日：特急「まほろば」が定期列車化[32]。
  - 4月5日：特急「まほろば」を287系から683系に置き換え[34][35]。

## 駅一覧
- 全旅客列車が乗り入れる大阪駅（うめきたエリア） - 新大阪駅間も併せて記載する。
- 全駅大阪府内に所在。
- 駅ナンバーは2018年（平成30年）3月17日より導入[88]
- 阪：特定都区市内制度の「大阪市内」エリアの駅
2019年（平成31年）3月16日より久宝寺駅を除いて全駅が特定都区市内制度の「大阪市内」エリアの駅となった[9]。
- 「駅カラー」欄の色は各駅で設定されているステーションカラー
- 営業キロは新大阪駅からのもの
- 停車駅
  - 普通…全ての旅客駅に停車
  - 直通快速…●の駅は停車、｜の駅は通過

| 正式路線名               | 駅ナンバー      | 駅名        | 駅カラー | 営業キロ | 営業キロ | 直通快速                                                                              | 接続路線・備考 | 所在地        | 所在地 |
| 正式路線名               | 駅ナンバー      | 駅名        | 駅カラー | 駅間     | 累計     | 直通快速                                                                              | 接続路線・備考 | 所在地        | 所在地 |
| ------------------------ | --------------- | ----------- | -------- | -------- | -------- | ------------------------------------------------------------------------------------- | --- | ------------- | ------ |
| 東海道本線（梅田貨物線） | JR-F01          | 大阪駅 阪   |          | 3.8      | 3.8      | ●                                                                                     | 西日本旅客鉄道： 東海道本線（JR京都線・JR神戸線）（JR-A47）・ 福知山線（JR宝塚線）（JR-G47）・ 大阪環状線（JR-O11）・東海道本線貨物支線（梅田貨物線）・ JR東西線…北新地駅（JR-H44） 阪急電鉄： 京都本線・ 宝塚本線・ 神戸本線…大阪梅田駅（HK-01） 阪神電気鉄道： 本線…大阪梅田駅（HS 01） 大阪市高速電気軌道： 御堂筋線…梅田駅（M16）・ 谷町線…東梅田駅（T20）・ 四つ橋線…西梅田駅（Y11） | 大阪市        | 北区   |
| 東海道本線（梅田貨物線） | JR-F02          | 新大阪駅 阪 |          | -        | 0.0      | ●                                                                                     | 西日本旅客鉄道： 山陽新幹線・ 東海道本線（JR京都線）（JR-A46）・同線貨物支線（梅田貨物線） 東海旅客鉄道： 東海道新幹線 大阪市高速電気軌道： 御堂筋線（M13） | 大阪市        | 淀川区 |
| おおさか東線             | JR-F02          | 新大阪駅 阪 |          | -        | 0.0      | ●                                                                                     | 西日本旅客鉄道： 山陽新幹線・ 東海道本線（JR京都線）（JR-A46）・同線貨物支線（梅田貨物線） 東海旅客鉄道： 東海道新幹線 大阪市高速電気軌道： 御堂筋線（M13） | 大阪市        | 淀川区 |
| JR-F03                   | 南吹田駅 阪     |             | 2.0      | 2.0      | ｜       |                                                                                       | 吹田市 | 吹田市        |        |
|                          | 神崎川信号場    |             | -        | 2.5      | ｜       | 西日本旅客鉄道：片町線貨物支線（城東貨物北連絡線）                                    | 大阪市 | 東淀川区      |        |
| JR-F04                   | JR淡路駅 阪     |             | 1.3      | 3.3      | ●        | 阪急電鉄： 京都本線・ 千里線…淡路駅（HK-63）                                          | 大阪市 | 東淀川区      |        |
| JR-F05                   | 城北公園通駅 阪 |             | 2.1      | 5.4      | ●        |                                                                                       | 大阪市 | 旭区          |        |
| JR-F06                   | JR野江駅 阪     |             | 2.2      | 7.6      | ｜       | 京阪電気鉄道： 京阪本線…野江駅（KH05） 大阪市高速電気軌道： 谷町線…野江内代駅（T16）  | 大阪市 | 城東区        |        |
| JR-F07                   | 鴫野駅 阪       |             | 1.8      | 9.4      | ｜       | 西日本旅客鉄道： 片町線（学研都市線）（JR-H40） 大阪市高速電気軌道： 今里筋線（I19）  | 大阪市 | 城東区        |        |
| JR-F08                   | 放出駅 阪       |             | 1.6      | 11.0     | ●        | 西日本旅客鉄道： 片町線（学研都市線）(JR-H39)                                         | 大阪市 | 鶴見区        |        |
| JR-F09                   | 高井田中央駅 阪 |             | 1.7      | 12.7     | ●        | 大阪市高速電気軌道： 中央線…高井田駅（C22）                                           | 東大阪市 | 東大阪市      |        |
| JR-F10                   | JR河内永和駅 阪 |             | 1.6      | 14.3     | ●        | 近畿日本鉄道：A 奈良線…河内永和駅（A07）                                              | 東大阪市 | 東大阪市      |        |
| JR-F11                   | JR俊徳道駅 阪   |             | 0.6      | 14.9     | ｜       | 近畿日本鉄道：D 大阪線…俊徳道駅（D07）                                                | 東大阪市 | 東大阪市      |        |
| JR-F12                   | JR長瀬駅 阪     |             | 1.0      | 15.9     | ｜       |                                                                                       | 東大阪市 | 東大阪市      |        |
| JR-F13                   | 衣摺加美北駅 阪 |             | 1.3      | 17.2     | ｜       |                                                                                       | 東大阪市 | 東大阪市      |        |
|                          | 正覚寺信号場    |             | -        | 17.9     | ｜       | 西日本旅客鉄道：片町線貨物支線（城東貨物南連絡線）                                    | 大阪市 平野区 | 大阪市 平野区 |        |
| JR-F14                   | 新加美駅 阪     |             | 1.4      | 18.6     | ｜       |                                                                                       | 大阪市 平野区 | 大阪市 平野区 |        |
| JR-F15                   | 久宝寺駅        |             | 1.6      | 20.2     | ●        | 西日本旅客鉄道： 関西本線（大和路線）（JR-Q24）（特急・直通快速は奈良駅まで直通運転） | 八尾市 | 八尾市        |        |

- おおさか東線各駅のホームは民家が近く窓を設置できないため、識別性向上のため各駅にテーマカラーが設定され、駅のデザインに使用されている。
- 開業時から各駅とも喫煙コーナーが設けられず終日全面禁煙となっている。
- ダイヤ乱れが生じた際、駅間での長時間停車を防止するため高井田中央駅 - 新加美駅の各駅にJR西日本で初めて抑止表示器が設置された。
- 新大阪駅・鴫野駅・放出駅・久宝寺駅を除く各駅は、業務が株式会社JR西日本交通サービスに委託され一部時間帯で無人となる。また新大阪駅・放出駅・久宝寺駅を除く各駅にはみどりの窓口はなく、代わりに鴫野駅にみどりの券売機プラスが、その他の各駅[注 21]にみどりの券売機がそれぞれ設置されている。
- 新大阪駅 - 南吹田駅間は大半がJR京都線と並走し、途中で東淀川駅近傍を通過するが、おおさか東線に東淀川駅は設置されない[96]。JR京都線とおおさか東線の分岐駅は新大阪駅である[9]。
- 2019年（平成31年）に開業した新大阪駅 - 放出駅間の駅のうち南吹田駅が吹田市内、他の各駅は大阪市内に位置するが、おおさか東線の全線開業に併せて、2008年に開業している放出駅 - 久宝寺駅間も含めて、久宝寺駅を除く同線の全駅が特定都区市内制度の「大阪市内」に含まれることとなった[9]。なお、新駅名発表の記者会見時に公開された駅名標には阪の表示はされていなかった[97]。

## 城東貨物線

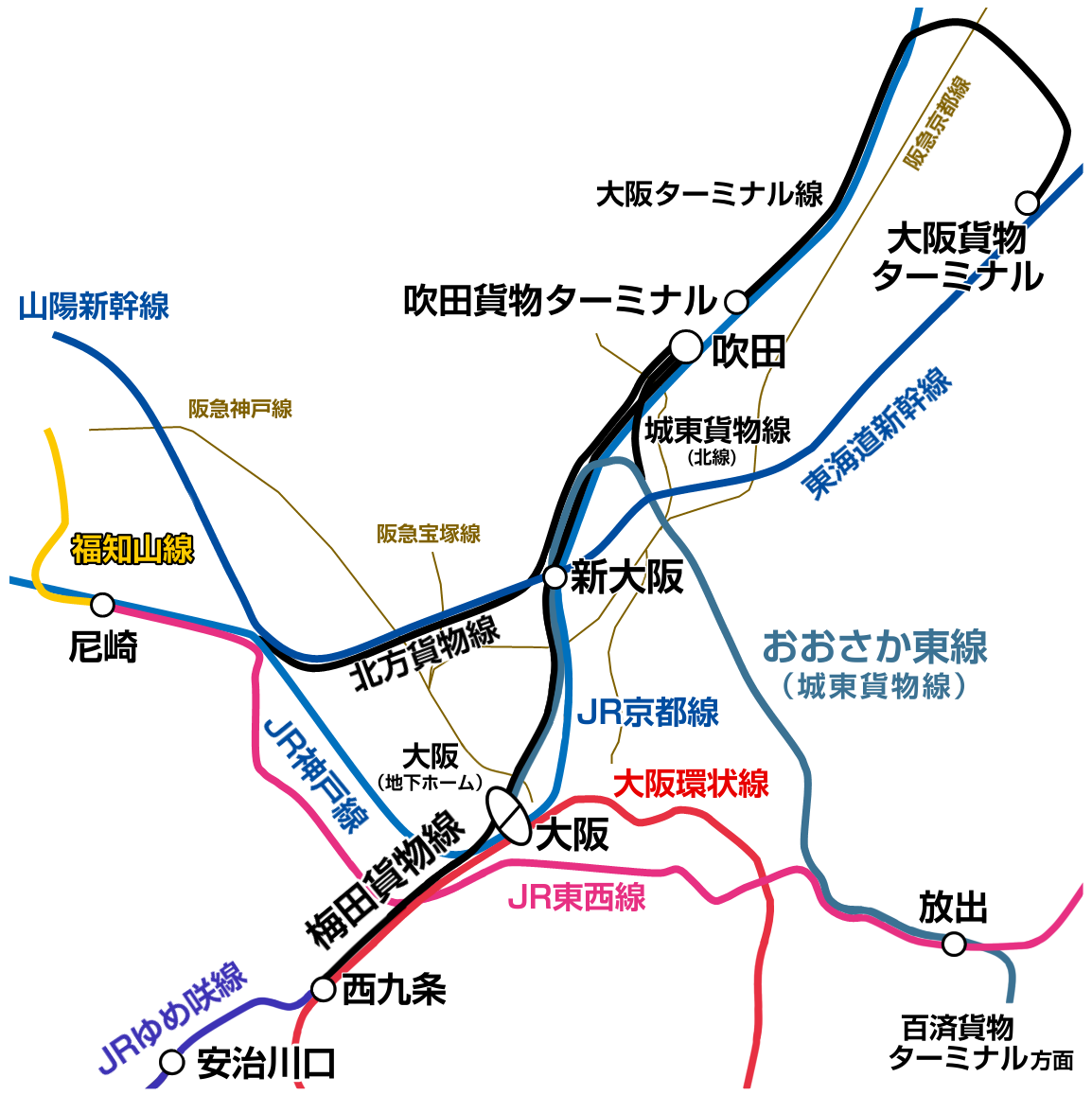
大阪地区の貨物線・貨物駅

城東貨物線（じょうとうかもつせん）は、東海道本線の吹田貨物ターミナル駅からおおさか東線の神崎川信号場（新大阪駅方面との分岐点）および、おおさか東線の正覚寺信号場（久宝寺方面との分岐点）から関西本線の平野駅に至る貨物支線の通称で、この区間は単線となっている。全線が直流電化されている。2019年（平成31年）まで神崎川信号場 - 放出駅間、2008年（平成20年）まで放出駅 - 久宝寺駅間もおおさか東線となり旅客線として開業する前は城東貨物線と呼ばれていた。
東海道本線 - 関西本線間の貨物輸送を大阪駅から城東線（現・大阪環状線の東側＝大阪駅 - 京橋駅 - 天王寺駅間）を経由して行うことは不利で、電化されて電車による都市型高頻度運転が行われるようになった城東線の線路容量の都合もあることから、貨物輸送を城東線から分離するために計画され、1925年（大正14年）10月に着工し、1929年（昭和4年）3月に吹田操車場（現・吹田貨物ターミナル駅）- 放出駅間が片町線の貨物支線として開通した。さらに放出駅 - 平野駅間の城東貨物線南線を1929年1月に着工し、1931年8月に開通。1939年10月には放出駅 - （久宝寺駅 - 竜華操車場 - ）八尾駅間も開通した。
この間、1935年（昭和10年）8月には水害で東海道本線山崎駅 - 高槻駅間が不通となったため特急「燕」の迂回運転に使用されている。こうした例があるものの貨物線であるため沿線住民が客車運行を希望し、1952年（昭和27年）12月には城東貨物線客車運行促進期成同盟会を組織し、当局に対して働きかけた歴史がある。
2008年（平成20年）のおおさか東線（南区間）部分開業前までは、放出駅 - 八尾駅間も片町線の支線であり、この区間は単線・非電化であったが、このうち放出駅 - 久宝寺駅間は旅客線化にあたり複線化・直流電化が行われた。行き違いのため、平野駅 - 放出駅間に蛇草信号場と、鴫野駅 - 吹田駅間に都島信号場が設けられていたがそれぞれ2003年（平成15年）、1984年（昭和59年）に廃止されている。大阪市城東区の巽信号場や鴫野駅から淀川駅に至る通称淀川貨物線が分岐し、1982年（昭和57年）に淀川駅が廃止された後も淀川電車区（初代）への連絡線として残っていたが、同電車区の移転に伴い1985年（昭和60年）に廃止された。
JR西日本が第一種鉄道事業者であるが、おおさか東線となった区間以外では旅客列車は運行せず、第二種鉄道事業者であるJR貨物が吹田貨物ターミナル駅から大阪市東住吉区にある百済貨物ターミナル駅まで貨物列車を運行しているほか、東大阪市の徳庵駅近くにある近畿車輛で製造された鉄道車両の輸送に使われている。

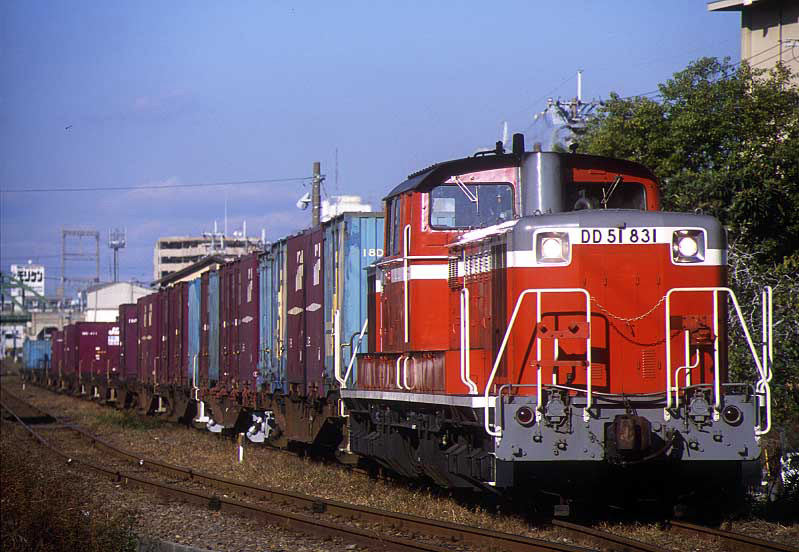
蛇草信号場を通過するDD51牽引の貨物列車 （2001年11月20日）

### 沿線概況

#### 神崎川信号場 - 吹田貨物ターミナル駅間
神崎川信号場でおおさか東線から単線で分岐した城東貨物北連絡線は、神崎川を渡って北東向きにカーブをし始め、東海道本線に合流して吹田貨物ターミナル駅に至る。

#### 正覚寺信号場 - 平野駅間

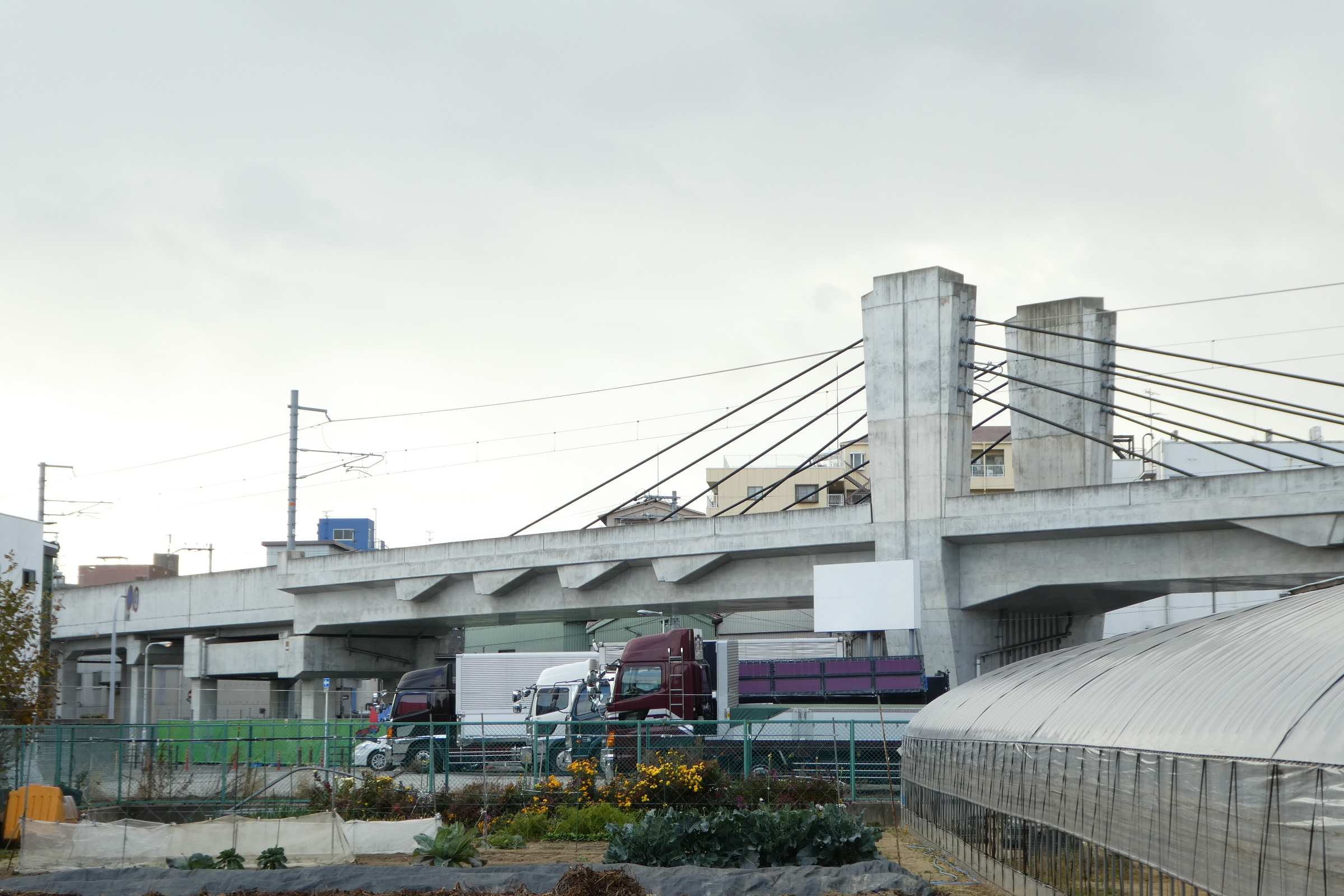
正覚寺信号場 - 平野駅間のエクストラドーズド橋

2008年（平成20年）のおおさか東線開業と同時に高架化された。正覚寺信号場から単線で分岐した城東貨物南連絡線は、西に向けて大きくカーブする。高架下には変則交差点があり、また新たに都市計画道路が計画されており、さらに狭隘な場所に橋梁を敷設しなければならないという制約上、JR西日本では初となるエクストラドーズド橋が採用された。線路の北側にある自動車学校付近から関西本線（大和路線）と並走を始める3線区間になり、まもなく平野駅に到着する。

### 梅田駅機能移転による改良工事

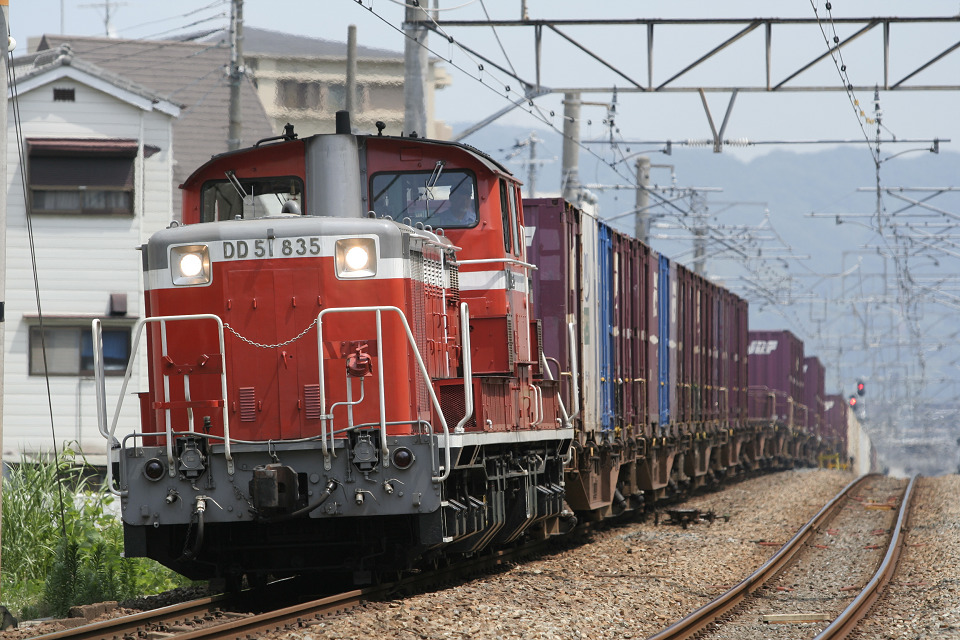
関西本線を逆走するDD51牽引の貨物列車
（2007年8月17日 加美駅 - 平野駅間）

正覚寺信号場 - 平野駅間で梅田駅の百済駅（現在の百済貨物ターミナル駅）への機能移転のための改修工事が行われた。かつて百済第一信号場 - 平野駅間では関西本線の上り線と共用しており、百済行きの貨物列車が関西本線の上り線を逆走していたが、旅客線と貨物列車を分離するための工事が2010年（平成22年）10月30日に完成し、貨物専用線が新設されて旅客列車と貨物列車の共用は解消され百済第一信号場は廃止された。翌2011年（平成23年）に正覚寺信号場 - 平野駅間が関西本線平野駅 - 百済駅間とともに直流電化された。

## 平均通過人員
各年度の平均通過人員（人/日）は以下のとおりである。

### 2013年度 - 2017年度
| 年度                   | 平均通過人員（人/日） | 出典    |
| 年度                   | 放出 - 久宝寺         | 出典    |
| ---------------------- | --------------------- | ------- |
| 2013年度（平成25年度） | 32,432                | [ 103 ] |
| 2014年度（平成26年度） | 32,691                | [ 104 ] |
| 2015年度（平成27年度） | 33,857                | [ 105 ] |
| 2016年度（平成28年度） | 34,516                | [ 106 ] |
| 2017年度（平成29年度） | 35,126                | [ 107 ] |

### 2018年度以降
| 年度                   | 平均通過人員（人/日） | 出典    |
| 年度                   | 新大阪 - 久宝寺       | 出典    |
| ---------------------- | --------------------- | ------- |
| 2018年度（平成30年度） | 36,829                | [ 108 ] |
| 2019年度（令和元年度） | 34,817                | [ 109 ] |
| 2020年度（令和02年度） | 28,970                | [ 110 ] |
| 2021年度（令和03年度） | 33,770                | [ 111 ] |
| 2022年度（令和04年度） | 39,794                | [ 112 ] |
| 2023年度（令和05年度） | 44,327                | [ 113 ] |